# Monumenti di Città Sant'Angelo

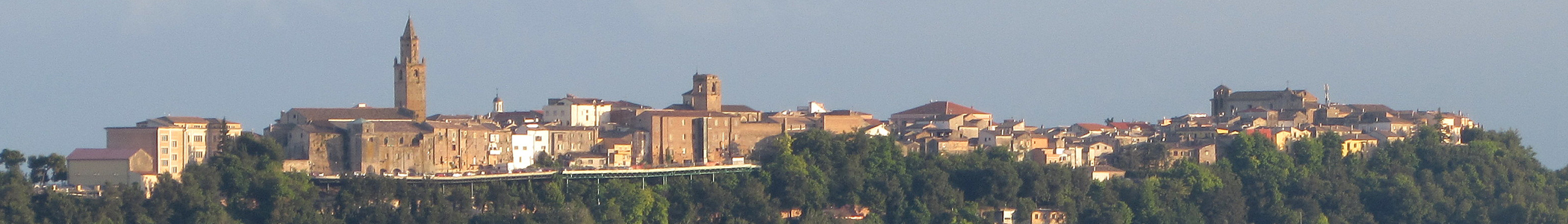
Veduta di Città Sant'Angelo da nord

La pagina illustra la storia ed i monumenti e i luoghi di interesse di Città Sant'Angelo (PE), distribuiti sia nel centro storico che nel territorio circostante.

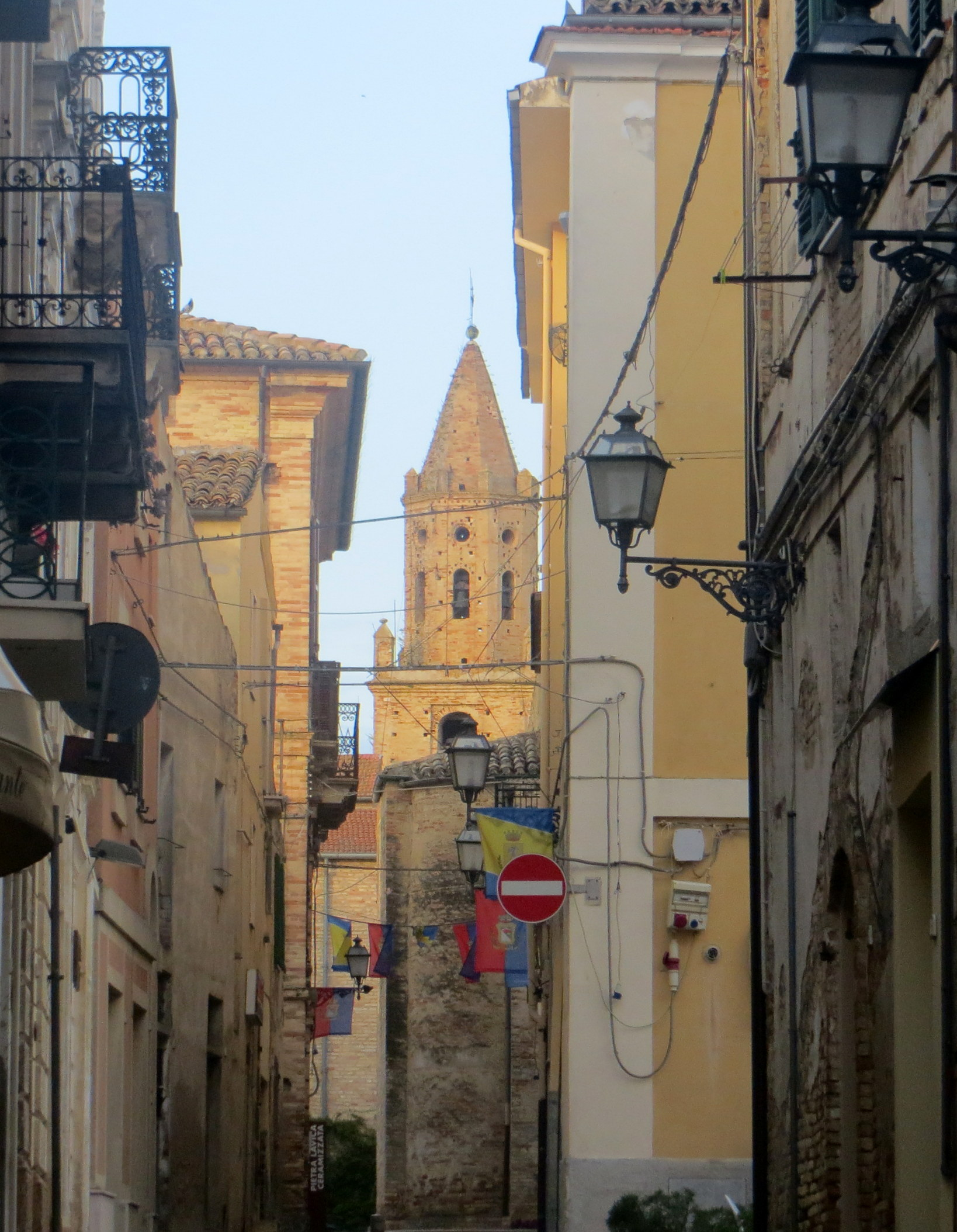
Scorcio del campanile di San Michele da Corso Vittorio Emanuele

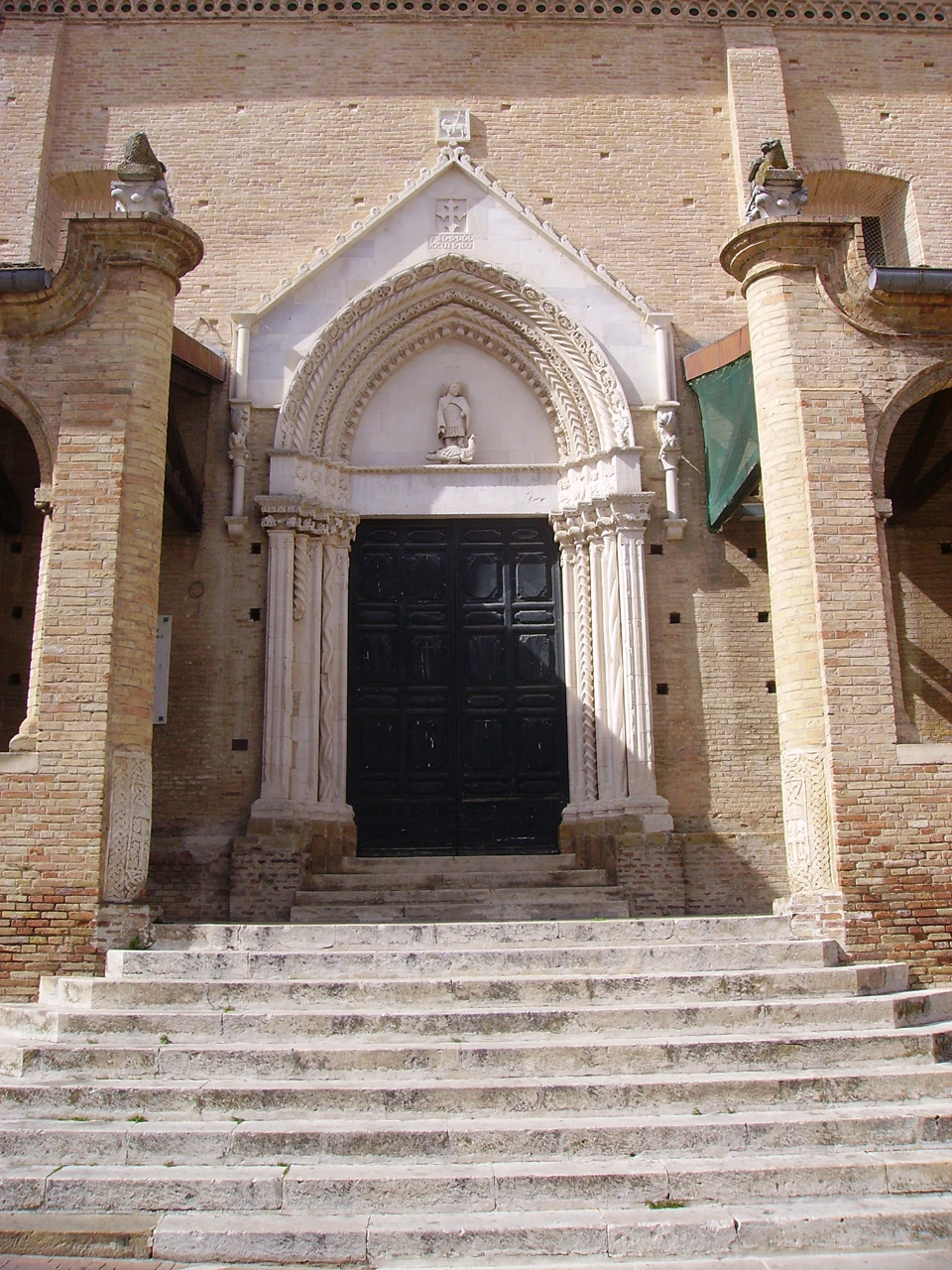
Il portale gotico della Collegiata di San Michele

## Storia

### Origini
Incerte sono le origini di Città Sant'Angelo: il colle del centro storico è identificato come quello della civitas di Angulum, sita nel territorio vestino (Plinio il Vecchio, Naturalis Historia, II, 12.106). Con ogni probabilità, tra le cinque municipalità dei Vestini (Aveia, Peltuinum, Aufidena, Pinnae, Angulum), quest'ultima per la presenza vicino al mare Adriatico, si dedicò alla coltivazione della vite e allo sfruttamento delle saline, venendo inclusa da Augusto nella Regio IV Samnium e sviluppandosi notevolmente. Il ritrovamento di molte saline, anche nella parte alta ha confermato questa descrizione di Plinio, erano vasche utilizzate per l'estrazione del sale dalle acque marine, dislocate tra la foce del Piomba (allora Matrinus) e del torrente Saline. Posta dunque presso la storica via Salaria, Angulus viene citata anche nella Tabula Peutingeriana.

### Nuova fondazione longobarda
Dell'abitato romano non si conserva niente, il nuovo castrum venne riedificato tra l'VIII-IX secolo dai Longobardi nella parte più alta del colle (quartiere Casale), con l'edificazione del castello di guardia (che era posto dietro la chiesa di Sant'Agostino). Nel IX il feudo è citato come "castrum" e non più casale, segno che il borgo venne cinto di mura fortificate, ciò è appunto confermato dai resti fortificati posti da strada del Castello dietro la chiesa di Sant'Agostino, e dall'erezione della primitiva chiesa dedicata al santo patrono dei Longobardi: San Michele Arcangelo, che poi nel XIII secolo venne trasformata nell'attuale Collegiata. Il vuoto di notizie su Città Sant'Angelo purtroppo riguarda il periodo romano e quello del nuovo insediamento medievale, e ci sono solo sparute citazioni sul luogo.

### Medioevo
Col privilegio di Ludovico II il Giovane del 13 ottobre (probabilmente l'anno 875) il "Castellum S. Mori" citato insieme al porto di Sant'Angelo furono dati in possesso dall'imperatore al monastero dell'abbazia di San Clemente a Casauria, fondato soltanto 4 anni prima presso il fiume Pescara, tra la Majella e Aterno. Dal Chronicon Casauriense si apprende che nel 1166 Città Sant'Angelo eraq una cittadella fortificata con uomini posti a guarnigione delle mura. Nel 1148 si sa che iniziarono le dispute territoriali dei due monasteri di Santa Maria di Picciano (PE) e del Duomo di San Massimo di Penne, sede della diocesi allora retta dal vescovo Grimoaldo, che querelò l'abate Berardo per il possesso di alcuni feudi, compresa Sant'Angelo, che era infeudata per conto di Santa Maria in Picciano ai conto di Loreto Aprutino

### Dalla distruzione sveva alla ricostruzione degli Angiò
Rimasta dunque sotto il controllo dei conti Lauretani, una delle tante famiglie d'origine franco-normanna che dall'XI-XII secolo avevano preso a dominare tutto l'attuale Abruzzo, nel 1239 iniziarono i contrasti con l'imperatore Federico II di Svevia il quale intendeva smantellare questa rete di vassallaggio: Berardo II conte di Loreto si schierò con il pontefice contro Federico, che dopo aver marciato su Celano contro i conti dei Marsi, piombò su Città Sant'Angelo bruciandola, fatto avvenuto per mano del fedele Boemondo Pissono, giustiziere di Federico. L'anno seguente, tuttavia, il sovrano concesse agli abitanti di riedificare la città. Nel 1284 risulta che era gestita da tre deputati fedeli del sovrano Carlo I d'Angiò, che aveva diviso una decina d'anni prima il GiustiZierato d'Abruzzo, creato da Federico nel 1233, in due tronconi separati dal fiume Pescara: l'Ulteriore e il Citeriore. Città Sant'Angelo rimase nell'Ulteriore, a sua volta successivamente scorporato in due tronconi amministrati da Teramo e L'Aquila: la città finì nella provincia di Teramo, rimanendovi sino al 1927, e dal 1809 fu sede di un circondario provinciale speciale da essa stessa amministrato.
Carlo II d'Angiò nel 1304 accordò a Città Sant'Angelo il permesso di costruire un ponte mobile sul fiume Saline e di riadattare il porto aggiungendo l'autorizzazione di costruire mulini e gualchiere. Sotto i successori di Carlo II, la città fu ceduta al conte di Chieti Filippo di Bethune, ma nel 1305 costui si macchiò di demeriti e dunque Città Sant'Angelo venne incamerata nel regio demanio. Nel 1341 l'Universitas Sancti Angeli, dopo aver ricevuto la scomunica per vessazioni contro il vescovo pennese Nicola Tommaso, venne assolta dal capitano Roberto della Rocca
Nel 1350 fu assalita dai pennesi per questioni religiose e territoriale, e venne data alle fiamme per 10 giorni, sicché i cittadini stipularono un patto col vescovo Tommasi per sottostare alla diocesi di Penne. Nel 1352 Giovanna II di Napoli concesse vari privilegi alla città, tra cui la facoltà di poter eleggere il capitano di Giustizia e il mastrogiurato, e di esercitare il diritto di pesca sino a Torre di Cerrano e alla foce del Pescara. L'apice dei privilegi fu raggiunto con l'intitolazione del vescovo Ardinghelli di Penne della chiesa di San Michele a insigne collegiata nel 1353. Nel 1379 si creò un'istituzione religiosa (Ospedale di San Giovanni) finanziata dall'eredità del ricco Giovanni Accoli, per ospitare e curare i pellegrini e i malati, che sopravvisse sino a oltre il 1886, quando la gestione era curata dal dottor Giuseppe Crognale.

### Dagli Aragona all'infeudamento

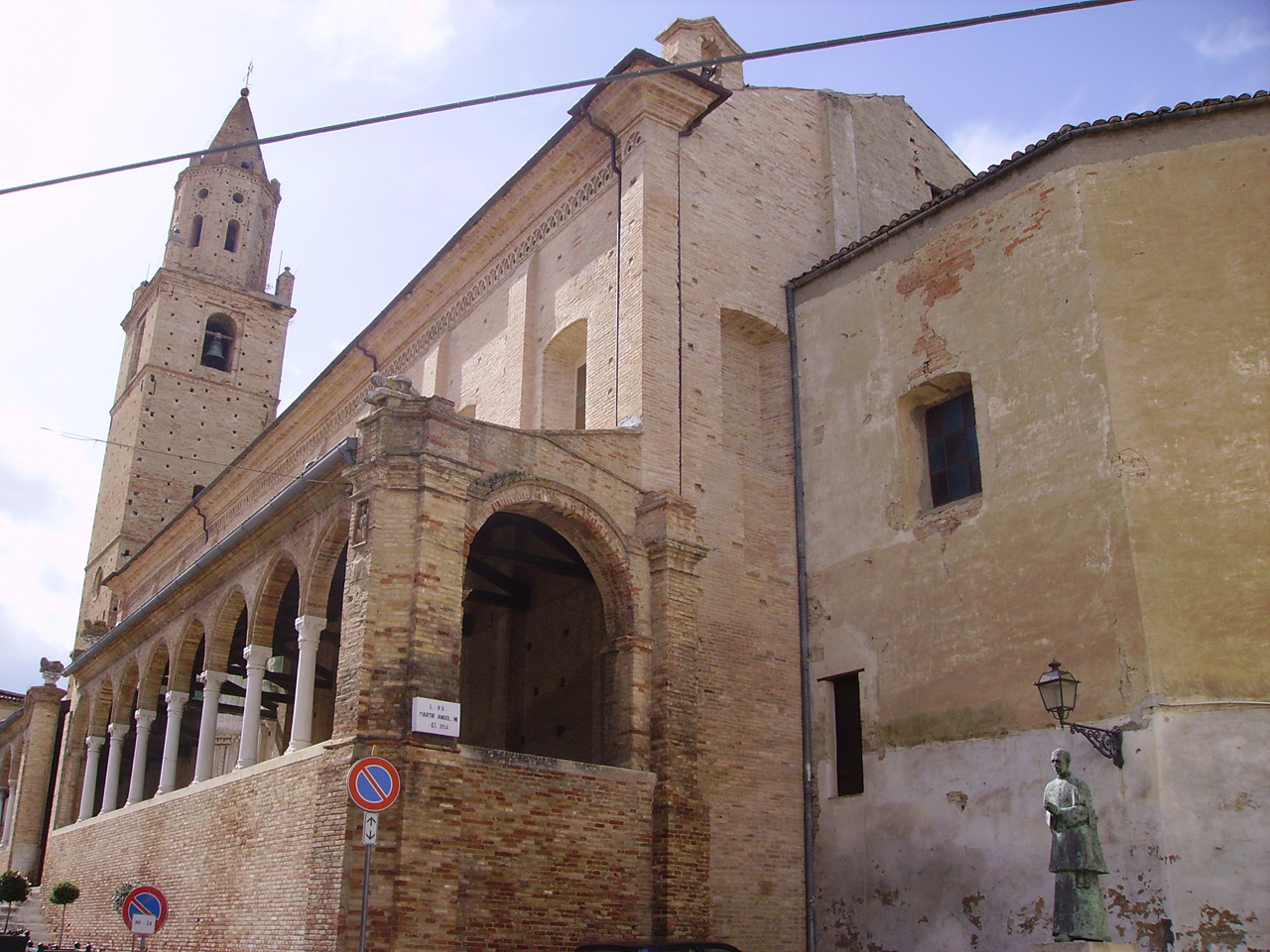
Collegiata di San Michele

Nel 1460 le truppe di Giacomo Piccinino, figlio di Nicolò, storico alleato del capitano Braccio da Montone che pose d'assedio L'Aquila nel 1424, diede a sacco molti feudi d'Abruzzo Ultra, essendosi ribellato a Ferrante I d'Aragona, successore di Alfonso. Città Sant'Angelo non venne saccheggiata, ma i raccolti attorno vennero distrutti, portando fame e carestie, fino a quando l'ordine non venne ripristinato. Nel 1519 l'imperatore Carlo V d'Asburgo infeudò la città a Guglielmo di Croy in cambio di Rocca Guglielma, nel 1524 fu acquistata da Ferdinando Castriota che vi istituì un marchesato. Nel 1568 Giovanna Castriota-Skanderbeg, duchessa di Nocera e Marchesa di Città Sant'Angelo, istituì una dimora nel paese, insieme al Collegio dei Padri Gesuiti, anche se per varie cause finanziarie e per la ribellione popolar,e il progetto venne abbandonato. Nel 1597 la città fu venduta al conte di Celano Alfonso Piccolomini, che poi la dette a Paride Pinello, banchiere romano, che nel 1699 la cedette ai duchi Figliola.

### Dal Settecento all'Ottocento
Subendo sempre di più il declino, specialmente nel Seicento con abbondanti piogge, grandinate che distrussero il raccolto e la pestilenza del 1656, Città Sant'Angelo vide una timida ripresa nel XVIII secolo. Nel 1779 l'illuminismo entrò nel panorama culturale locale, rappresentato da Pio Coppa. Nel 1798 con l'arrivo dei francesi Città Sant'Angelo divenne capoluogo della milizia provinciale; nel 1807 la città sostenne l'assalto di 700 briganti guidati da Angelo Dell'Orso di Cugnoli, il quale fu ucciso da un colpo di fucile, facendo così disperdere la marmaglia; di questo fatto esiste anche una versione religiosa, che la salvezza della città fu dovuta all'intercessione della Madonna del Rosario.
Nel 1814 gli angolani si ribellarono a Gioacchino Murat, che aveva ancora il presidio francese nella città, ma la ribellione venne presto sedata, per mezzo della truppa guidata da Gabriele Pepe e suo fratello Florestano. Michelangelo Castagna, promotore della rivolta insieme a Filippo La Noce e Domenico Marulli canonico, vennero processati e giustiziati, e le loro teste esposte presso gli accessi principali: a Porta Sant'Angelo. Nel 1860 il plebiscito popolare confermò l'annessione della città al Regno d'Italia, il deputato locale Francesco De Blasiis assunse nel 1867 nel gabinetto Rattazzi l'incarico di Ministro dell'Agricoltura. Nel corso dei secoli a venire, Città Sant'Angelo assunse sempre più prestigio, nel primo Novecento fu visitata dallo scrittore Luigi Pirandello in qualità di presidente di commissione degli esami di stato all'Istituto Magistrale Spaventa, anche se nelle sue Novelle per un anno non ne traccia una descrizione felice. Nel 1927 la città insieme a varie altre dell'Abruzzo Ultra II venne inclusa nella neonata provincia di Pescara.

## Carboneria a Città Sant'Angelo nel 1814
La Carboneria angolana si costituì contro il generale Murat a seguito della "vendita" di Città Sant'Angelo, guidata da Michelangelo Castagna (Gran Maestro) e dai cugini Filippo La Noce e Domenico Marulli. La rivolta partì da Pescara il 25 marzo durante la festa dell'Annunziata, in onore anche dell'onomastico della regina di Napoli moglie di Murat (Carolina Bonaparte il cui secondo nome era Annunziata). Le armi e le munizioni vennero nascoste nei carri per le bancarelle, anche perché in tale occasione potevano partecipare anche i confratelli delle altre vendite del distretto quali Penne, Loreto, Spoltore, Moscufo, Pianella. Il piano però fu sventato dal fatto che la sera prima della vesta un carbonaro di Pescara si macchiò di tradimento, parlando col capitano Filieu, che comandava la guarnigione francese nella piazzaforte di Pescara (le casermette borboniche). Il capitano Filieu fece dispose i cannoni verso la piazza di Pescara, ordinando l'annullamento della festa con comunicazione a sorpresa, facendo così in modo di poter perquisire tutti i presenti; molti carbonari di Città Sant'Angelo e paesi limitrofi riuscirono a scappare, anche se l'ipotesi della rivolta era ormai divenuta certezza con il ritrovamento da parte delle truppe francesi delle armi nascoste nei carri.

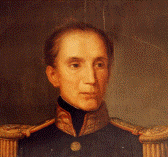
Florestano Pepe installò il presidio di guardia a Città Sant'Angelo nel 1814

Michelangelo Castagna propose di far ripartire la rivolta il 27 marzo proprio da Città Sant'Angelo, la domenica di Passione, ossia 15 giorni prima della Pasqua. La bandiera carbonara fu issata sulla torre dell'orologio di fronte alla chiesa di San Francesco, mentre i soldati francesi venivano accerchiati e disarmati. I cittadini furono richiamati alla rivolta col suono delle campane, ed ebbero modo di vendicarsi dei soprusi francesi, uccidendo alcuni militari. Il canonico carbonaro don Domenico Marulli celebrò una santa messa propiziatori nella collegiata, dando inizio alla festa. Venne istituito il governo provvisorio con membri massimi i confratelli della Vendita, mentre il telegrafo veniva distrutto, onde impedire altre azioni di sabotaggio e tradimento. Per rinforzare la guarnigione dei Carbonari Angolani, venne inviato a Penna Sant'Andrea, nel distretto di Teramo il capitano Bernardo De Micaelis, compagno di don Domenico Marulli e Filippo La Noce con 200 carbonari di guardia, suscitando l'acclamazione popolare.
Gioacchino Murat rispose facendo sfilare a Città Sant'Angelo il giorno di Pasqua 5.000 uomini con cavalleria e cannoni, che entrarono da Porta Casa e Porta Sant'Angelo. La dimostrazione di forza, capitanata da Florestano Pepe; immediatamente il governo carbonaro cadde, il commissario provvisorio fu Carlo Montigny che si stabilì a Chieti inviando il maggiore Gabriele con un reggimento di murattiani, che si accamparono nel Piano degli Zoccolanti (oggi giardino pubblico). Molti carbonari abbandonarono la città dandosi alla macchia, a differenza di Domenico Marulli e Filippo La Noce, benché sapessero quali fossero le intenzioni di Murat.
Il Maggiore Pepe pose la sua residenza nel Palazzo Coppa-Zuccari lungo il corso maggiore, e tessette rapporti di buona amicizia con le principali personalità della città, inclusi Michelangelo Castagna e il canonico, cui però venne tesa la trappola il 15 maggio 1814 nella Collegiata. Michelangelo venne tratto a conversare nel palazzo del Maggiore, e venne arrestato insieme agli altri due principali esponenti della Vendita Angolana. La notte dello stesso giorno i prigionieri vennero fatto sfilare per il corso e poi diretti a Chieti per subire il processo. All'altezza di contrada Crocifisso Castagna provò a fuggire, riuscendoci, gettandosi in un fosso. Il mattino seguente Castagna si diresse verso Atri dove viveva la sorella, presso cui si nascose. Il Capitano De Micaelis il 27 maggio si era consegnato alla milizia francese di Teramo, e fu trasferito a Chieti per il processo, e venne fucilato insieme a molti carbonari angolani e ai francesi che si erano fatti disarmare il 15 maggio. Dopo il processo a Chieti, i carbonari per volere di Montigny furono trasferiti a Penne per essere fucilati davanti alla folla, come segnale d'intimidazione, presso Porta San Francesco. I tre carbonari vennero decapitati: il De Micaelis venne portato a Penna Sant'Andrea, le altre due a Città Sant'Angelo per essere appese alla porta di accesso.

## Centro storico
L'aspetto attuale di Città Sant'Angelo quanto all'urbanistica è da riferire alla ricostruzione dopo il 1239, quando venne distrutta dalle truppe di Federico II. La ricostruzione ebbe inizio vicino ad alcuni rilevanti nuclei religiosi, come i templi di San Michele, San Francesco d'Assisi e Sant'Agostino, San Berardo, il monastero delle Clarisse, intorno a cui sorsero nuove edificazioni realizzate con la tecnica del laterizio, adottando schemi tipologici molto uniformi. Nel corso dei secoli il tessuto urbano residenziale subì varie trasformazioni seguendo lo stile barocco e soprattutto neoclassico, anche se alcuni tratti conservano ancora caratteristiche medievali del XIII-XIV secolo, come i campanili, i cortili, le porte. A partire dal XVII secolo si costruirono nuovi edifici monumentali come palazzi; il sistema impiegò l'uso del mattone, che nel XIII secolo aveva contraddistinto la riedificazione del borgo, tramandato sino al XIX secolo, e caratterizza la maggior parte delle architetture del centro.
L'occupazione francese del 1799 ha comportato la perdita dei documenti anteriori a tale data con l'incendio dell'archivio, rendendo molto difficile la conoscenza delle vicende storiche di Città Sant'Angelo, e oggi non rimane che la lettura e la formulazione di congetture e ipotesi riguardo allo stile usato per le costruzioni e agli influssi che magari ha avuto da archetipi di città maggiori dell'Abruzzo o del Regno, o seguendo lo stile di certi autori e maestri documentati. Dai rilievi sulle murature, si comprende che i mattoni usati nelle fabbriche medievali sono caratterizzati dalla variabilità di dimensione e dalla lavorazione non molto accurata: hanno grandi spessori, per il convento dei Francescani la muratura è stata rilevata in tre punti diversi: individuando i mattoni di lunghezza superiore a 30 cm, e spessori minori compresi tra 5–6 cm, come è riscontrato anche sul prospetto laterale della chiesa di San Bernardo, l'unico elemento medievale prima del rifacimento barocco.
La dimensione dei mattoni diminuì con la diffusione di una tecnica di lavorazione più accurata nel XVII-XVIII secolo. Venne usata l'argilla, estratta localmente, e dunque si pensa che vennero realizzate delle fornaci locali per la lavorazione del mattone. Le discrepanze tra i mattoni medievali e quelli settecenteschi, come sulle mura di San Bernardo (XVI secolo), completato già nel 1650. L'impiego del mattone lavorato è visibile nelle stesse caratteristiche lavorative anche negli esterni di Sant'Agostino e nel palazzo baronale, realizzato nel 1648, acquistato dalla famiglia Pinello, la quale commissionò il rifacimento dell'esterno sul corso Vittorio Emanuele. Si tratta del primo grande palazzo costruito in un tessuto precedentemente caratterizzato da cellule abitative modeste; le dimensioni dei mattoni dell'edificio sono state rivestite da intonaco, ma venne continuato ad essere utilizzato il mattone lungo 30 cm così come per la chiesa di Santa Chiara e il Palazzo Bartolini-Salimbeni. Nel Settecento i vecchi orti conventuali vennero occupati da case altoborghesi e popolari, alcuni isolati vennero occupati del tutto, come il caso del Palazzo Coppa Zuccaro, di proprietà di una famiglia facoltosa. I palazzi Imperato e Castagna sono realizzati con l'architettura settecentesca, conservando la facciata originale senza rivestimenti a intonaco; Palazzo Caccia venne realizzato tra il 1750 e il 1780; i lavori di rifacimento di San Bernardo servirono per adeguare l'edificio conventuale e quello della chiesa con impianto più solenne a navata unica, demolendo le tre originarie. I lavori ebbero inizio nel 1770; la chiesa di Sant'Agostino venne modificata nel 1789.
Furono modificare anche le porte di accesso: Porta Sant'Egidio presso San Bernardo venne modificata alla fine del Settecento, altre furono abbattute, come Porta Sant'Angelo, intorno al 1860. Nel 1845 venne progettata Porta Sant'Antonio, posta tra Porta Sant'Angelo e Porta Sant'Egidio. Architetto fu Emidio Giampiero, che realizzò nel 1856 anche il teatro comunale, ricavandolo da dei locali dell'ex convento dei Francescani. Caratteri più monumentali, anche nella loro sobrietà del linguaggio neoclassico, sono assunti dal Palazzo dell'Istituto magistrale Spaventa, a poca distanza dalla Collegiata.

### Caratteristiche edilizie del centro storico e quartieri
Le residenze signorili del centro corrispondono alla tipologia del palazzo nato come organismo unitario dall'accorpamento di edifici preesistenti. Al primo tipo dell'organismo unitario appartengono Palazzo Basile, Palazzo Imperato, Palazzo Coppa Zuccaro, Palazzo Ghiotti del 1880; il secondo tipo di trasformazione su strutture esistenti è riferito a Palazzo Castagna, al Maury, di cui si conserva il cortile risalente all'epoca medievale. Altri adattamenti subirono il Palazzo Crognale, il Palazzo Baronale sorto sopra la casa del Capitano Regio, di cui si conservano gli alloggi della servitù, gli scantinati per i prodotti agricoli, le stalle. Nella muratura medievale degli edifici sopravvissuti manca la perfetta verticalità delle pareti: nel muro esterno orientale del convento di San Francesco sono visibili bombature e ondulazioni della parete, sintomo di una non corretta posa in opera; d'altra parte si conservano anche mirabili esempi di maestri del lavoro quali la chiesa collegiata di San Michele, con il portico monumentale sul corso Vittorio Emanuele, con dettagli architettonici delle modanature e archetti pensili in mattoni.

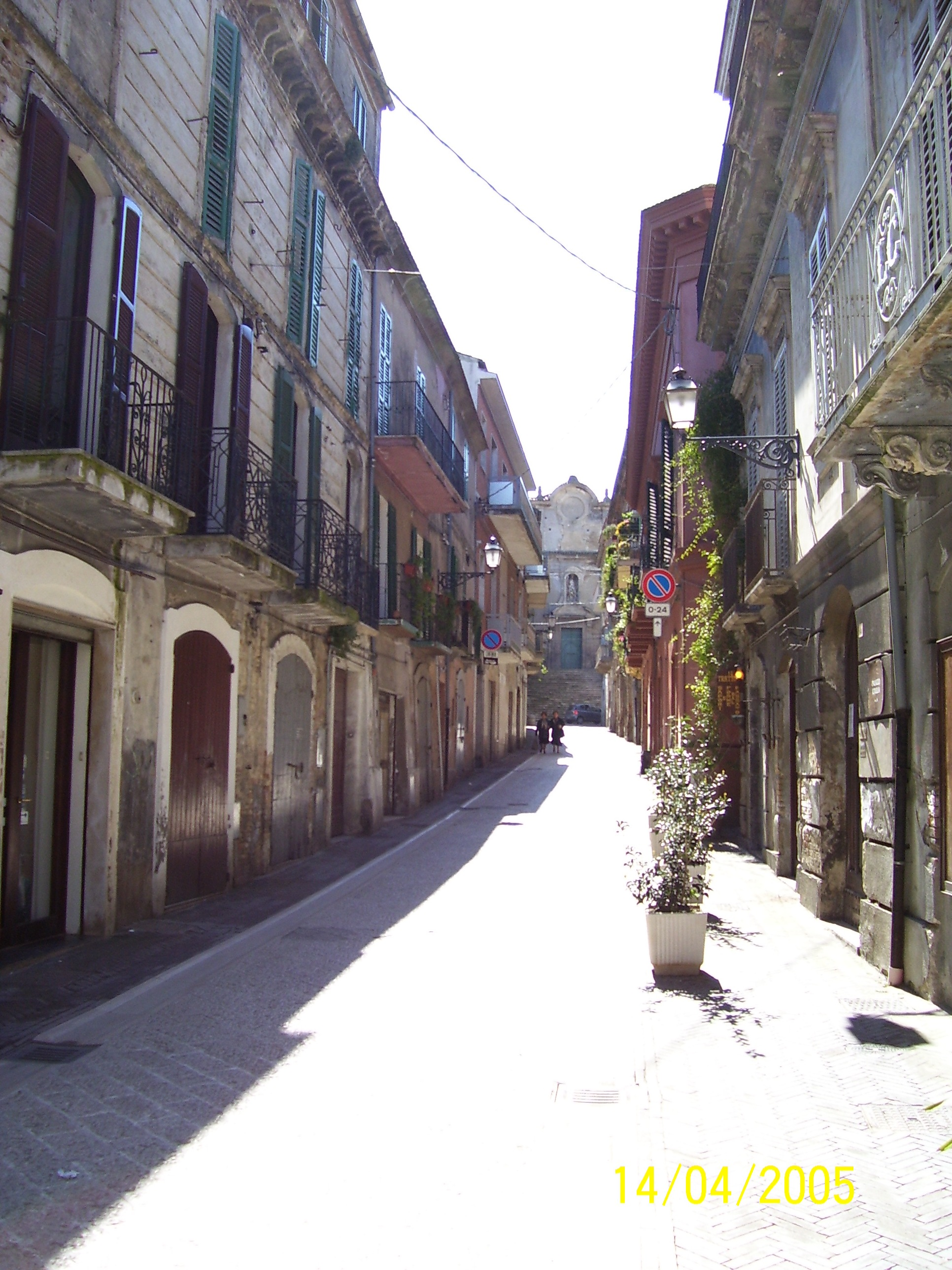
Corso Vittorio Emanuele

Il panorama settecentesco è più interessante per la trasformazione urbana di Città Sant'Angelo, con l'impiego del laterizio, la muratura a cantonali, con maggiore cura per la pietra da taglio, del basamento, dei mattoni in testa di taglio (palazzo Ghiotti).
- Rione Casale: la parte più alta, di fondazione longobarda, sovrastata dalla circonvallazione di strada del Grottone e via Castello, a pianta circolare irregolare, dove si scorgono murature e la mole della chiesa di Sant'Agostino ad est; sotto questo promontorio si trova il ghetto ebraico, accessibile da via Minerva, e si snoda lungo via del Ghetto. A nord lungo via Grottone si trova l'ex chiesa del Salvatore, sede del Museo civico, da cui parte il corso Vittorio Emanuele, principale arteria di Città Sant'Angelo insieme al parallelo corso Umberto I. Oltre ai vari palazzi storici tra cui Palazzo Castagna, il quartiere confluisce nel rione San Francesco. A nord le mura sono accessibili da Porta Borea, a sud da porta Sant'Egidio, presso il convento di San Bernardo.
- Rione San Francesco: delimitato dal corso Vittorio Emanuele, ha il suo fulcro nel complesso di San Francesco d'Assisi, nella piazzetta del Municipio, del palazzo baronale, e del teatro comunale. In asse col corso c'è la strada Umberto I, che lambisce il complesso di Santa Chiara con il parlatoio. L'accesso a sud è dato da Porta Sant'Antonio
- Rione San Michele: di fondazione longobarda per la presenza della chiesa, abbraccia la parte più orientale di Città Sant'Angelo, con la mole della collegiata e la svettante torre campanaria quattrocentesca. Accessibile sino al XIX secolo da Porta Sant'Angelo, è un rione molto piccolo, dove si trovano alcuni palazzi storici, la mole dell'Istituto magistrale "B. Spaventa", il cisternone sotterraneo romano, e il piano degli Zoccolanti, dove si trova la chiesa di Sant'Antonio di Padova.

### Il ghetto ebraico

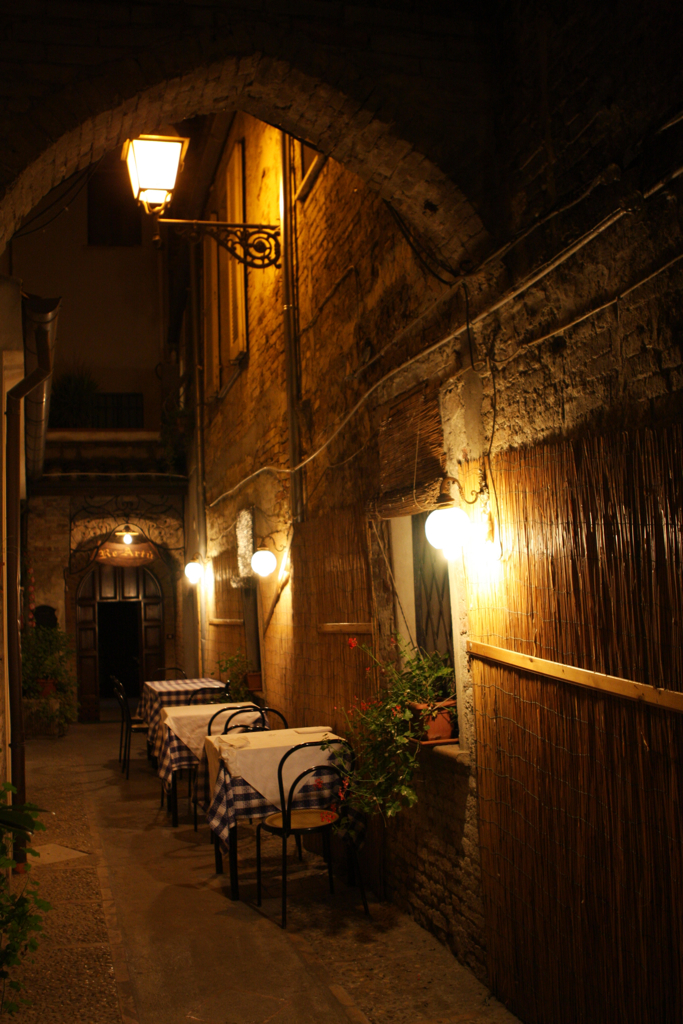
Vicolo del ghetto

Il quartiere si costituì nel Basso Medioevo e nel Rinascimento; la presenza nel territorio pescarese di ebrei è documentata sin dal 1062 presso Aterno, di cui si ricorda la guerra tra cristiani ed israeliti per il culto nella chiesa di Santa Gerusalemme a Pescara. Essendo posta vicino al mare, e dunque nel traffico degli scambi commerciali, Città Sant'Angelo dal XIII secolo circa si popolò di ebrei, provenienti anche dal "tratturello" e da Amatrice, lungo la via dei Monti della Laga fino alle spiagge dell'Adriatico. L'attività ebraica principale riguardante l'usura destò acrimonia e odio tra i cristiani, i principi e i sovrani, che tuttavia con le proibizioni rifilati contro di essi non facevano altro che determinarne le cause e le conseguenze di indebitamenti dei civili e dei signori. I primi documenti riguardo agli ebrei a Città Sant'Angelo si hanno nel XV secolo, precisamente in uno del 25 luglio 1440 riguardante l'università di Teramo si proibisce ai macellai cristiani di vendere merce agli ebrei, il secondo del 1447 proibisce agli ebrei di pascolare i capi di bestiame sul Monte Genca (presso L'Aquila), il terzo dell'anno seguente riguarda Città Sant'Angelo, rogato dal notaio Daniele Colucio, stilato contro gli ebrei Simeone, Tristano e soci di Matera che facevano pascolare il gregge presso Colonnella in maniera illegale.
La presenza ebraica a Città Sant'Angelo, benché poco documentata negli atti, si può ricostruire partendo anche dai toponimi della città e dei dintorni. In località Congiunti si trova contrada Coen, ad Atri c'è Contrada Colle Giudeo, così nominata sin dal 1662. Qui forse vissero gli ebrei scacciati dall'editto di Federico III di Sicilia nel 1312. In centro a Città Sant'Angelo il rione Casale è il cuore pulsante del ghetto ebraico, un caso molto particolare nell'urbanistica d'Abruzzo, molto ben conservato, realizzato completamente con l'editto di Giovanna II d'Angiò del 3 maggio 1427, che confinò gli ebrei dei centri del Regno in un preciso sobborgo all'interno delle mura. Così fu anche a Città Sant'Angelo, con il controllo del ghetto spettante alla chiesa di Sant'Agostino, con la Confraternita di Santa Monica, che aveva il compito di convertire mediante battezzo gli infanti appena nati nel ghetto.
Dai registri parrocchiali si sa che con la riedificazione della città dopo la distruzione di Federico II la popolazione triplicò in pochi anni, rispetto alle poche centinaia della città longobarda. Ciò sarebbe dovuto al flusso migratorio dei coloni che edificarono le case, provenienti da varie contrade dell'Abruzzo e del regno, di diversa etnia e religione per altro. Dal saggio Gli ebrei in terra di Bari durante il Viceregno spagnolo di C. Colafemmina e G. Ribenedetto si apprende che gli ebrei baresi Angelo Zicca e Salomone, creditori dell'Università d'Acquaviva e dei Duchi di Atri, cognomi molto diffusi nei registri parrocchiali della collegiata di San Michele tra il 1600 e il 1742 e in atti notarili dell'Università Angolana e della città di Penne. Della famiglia Zizza si conserva lo stemma, ricostruito da un sigillo apposto su un atto rogato a Città Sant'Angelo (1688) da Carlo Zizza per via del notaio Ambrogio Battinelli, oggi conservato nell'Archivio di Stato di Pescara.
Nel regesto Capitolare del duomo di Atri, un documento del 1602 parla dell'istituzione di un Monte di Carità per assistere gli ammalati e i poveri da parte di donazioni private, senza le interferenze di prestiti israeliti. Il catasto onciario del 1742 ad opera della cappella di Santa Monica in Sant'Agostino nel quartiere Casale, cita le famiglie ebree che beneficiarono di donazioni vescovili, in quanto erano indigenti, e che si erano convertite soprattutto al cristianesimo. Il ghetto ebraico di Città Sant'Angelo è costruito sopra un fondaco che veniva usato come ripostiglio del grano e di viveri, dove oggi sorgono le cantine con le volte a botte delle case principali. Realizzato seguendo lo schema della lottizzazione e locali di dimensione regolare, attraversati da una strada principale, alternata a piccoli e stretti vicoli, il ghetto oggi presenta le case rifatte in uno stile settecentesco, estremamente semplice e povero, con il laterizio a vista, e pochi esterni intonacati, con le cornici dei portali a tutto sesto. Caratteristici sono gli angiporti dei vicoli, serie di archi a tutto sesto che servivano ad equilibrare il peso delle case l'una contro l'altra.

## Monumenti e luoghi d'interesse

### Architetture religiose

#### Collegiata di San Michele Arcangelo
Posizionata all'estremità orientale del Corso Vittorio Emanuele, è il monumento simbolo del centro storico, nonché uno dei manufatti religiosi più prestigiosi della provincia di Pescara e dell'Abruzzo tutto. La costruzione attuale risulta edificata dopo il 1329 sopra la vecchia cappella longobarda distrutta dal saccheggio di Federico II di Svevia. Fu elevata al rango si collegiata nel 1353 sotto la giurisdizione diocesana di Penne, nel XVII-XVIII secolo gli interni furono ornati dal rifacimento barocco in stucchi e pennacchi, col soffitto cassettonato e l'altare privilegiato con tabernacolo realizzato in legno intagliato e dorato.

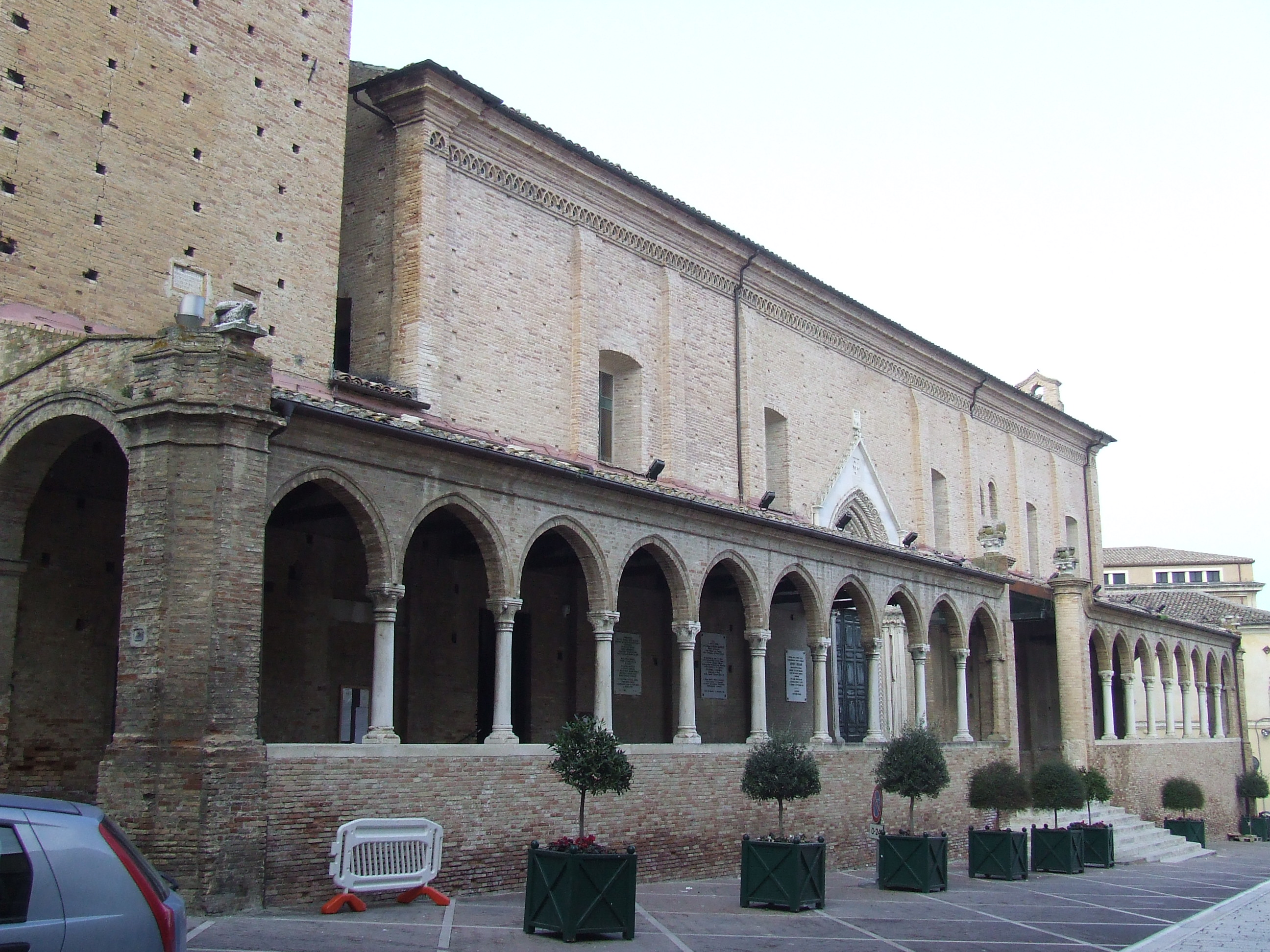
Portico dell'ingresso alla collegiata

L'edificio è costituito da due navate, dedicate a San Michele e San Giovanni, di cui dal XIV secolo esiste la confraternita dell'ospedale dei pellegrini. L'esterno è privo di una facciata, accessibile dal fianco volto sul corso principale, ornato da un portico ad arcate ogivali del Quattrocento, in laterizio e pietra bianca, suddiviso in due atri coperti con in travatura a capriata, tra i quali s'innesta la gradinata che conduce al portale di accesso. Secondo l'ipotesi di Ignazio Carlo Gavini, uno dei primi studiosi dell'architettura medievale d'Abruzzo, la gradinata ha occupato lo spazio destinato alla primitiva navata terza, poi ristretta. Il portale ogivale del 1326, decorato da una ghimberga triangolare, secondo lo studioso Francesco Gandolfo (Il senso del decoro. La scultura in pietra nell'Abruzzo angioino - 2004), il portale sarebbe stato realizzato dal celebre scultore lancianese Francesco Petrini, che firmò il portale della chiesa collegiata di Santa Maria Maggiore di Lanciano, per alcune affinità riguardanti soprattutto la scultura dell'arcangelo Michele posto al centro della lunetta, con il repertorio scultoreo lancianese ritraente il gruppo della Crocifissione.
Altri però vogliono che il portale venne realizzato dagli architetto della facciata del Duomo di Santa Maria in Atri, precisamente di Raimondo di Poggio; l'opera è molto ben realizzata, una delle espressioni maggiori dell'architettura proto-gotica abruzzese, si distingue però dal modello atriano per la cornice ad arcate e archivolti che abbandona il sesto tondo tardo romanico, andando verso lo stile più moderno ad ogiva del gotico. Sono altresì importanti i plutei in pietra, posti alla base dei pilastri di ingresso terminanti a capitelli fogliati, che proverrebbero da un ambone della vecchia chiesa dell'VIII secolo.

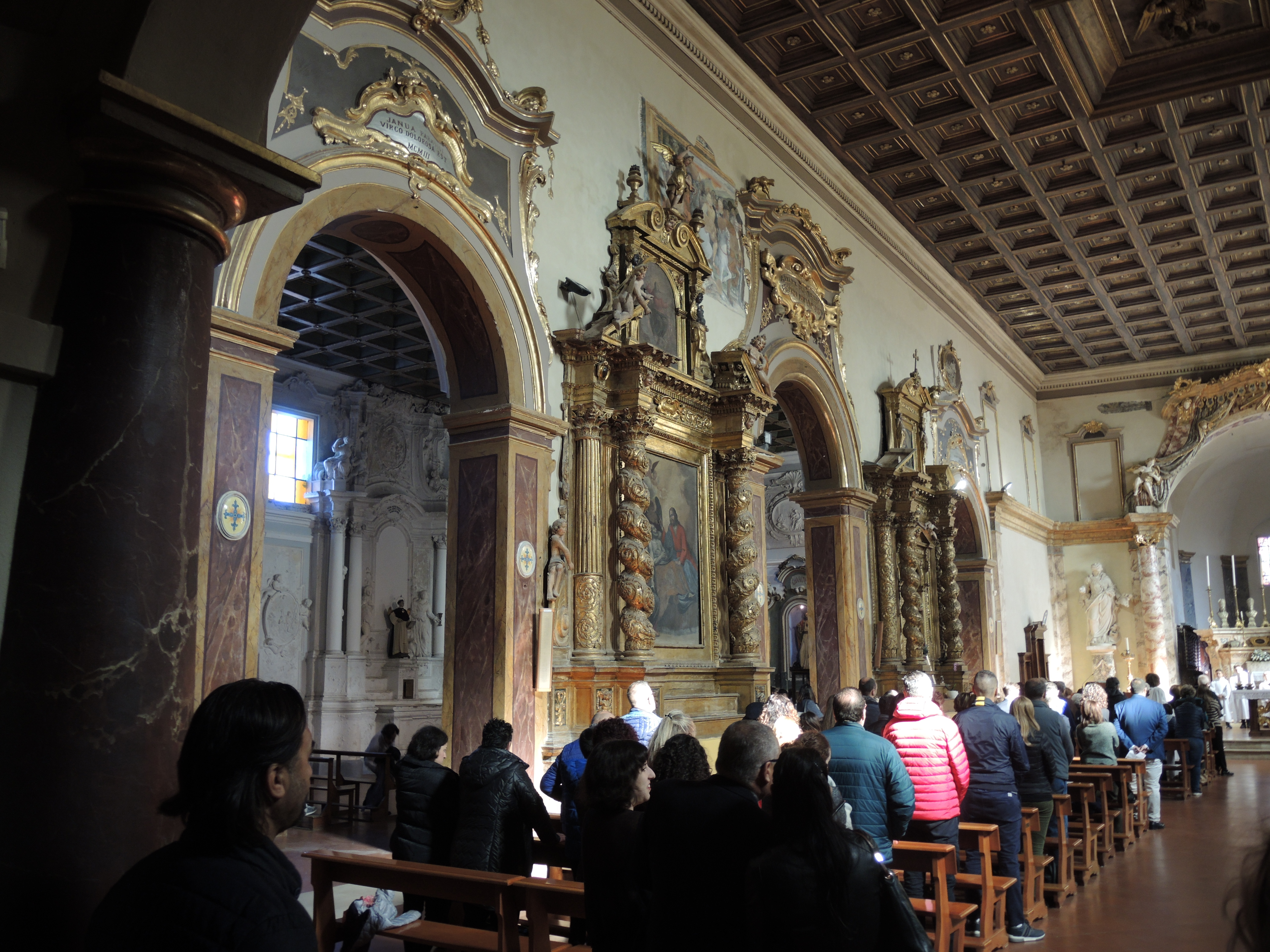
Interno della collegiata

Il simbolo della chiesa tuttavia è la torre campanaria realizzata in laterizio, il cui progetto è attribuito ad Antonio da Lodi, che realizzò anche altre "torri sorelle" nella provincia di Teramo, come quella del Duomo di Teramo stessa, del duomo di Atri, della chiesa collegiata di Santa Maria in Platea a Campli, della chiesa di Sant'Agostino di Penne e di quella degli Agostiniani ad Atri, della chiesa santuario del Sanato Santo a Corropoli, e infine del Duomo di Chieti dedicato a San Giustino; anche se il tamburo è stato in parte rifatto nel XIX secolo dopo i danni del sisma dell'Aquila del 1703. Anche il campanile di Città Sant'Angelo ha subito dei restauri a causa dei gravi terremoti del 1456, poiché la torre fu completata nel 1425, e di quello dell'Aquila del 1703, cui seguì l'altro grande terremoto di Sulmona del 1706. Sicché la torre venne ripristinata nella parte superiore nel 1709, e lavori di rifacimento vennero apportati dalle maestranze napoletane anche all'interno della collegiata. La torre ha le principali caratteristiche delle torri sorelle del teramano: pianta quadrangolare con cella campanaria, sovrastata da un tamburo ottagonale le cui facciate sono ornate da finestrelle bifore o monofore, sovrastate da decorazioni a scodelle di maiolica policroma, ed infine in cima una slanciata cuspide ottagonale.

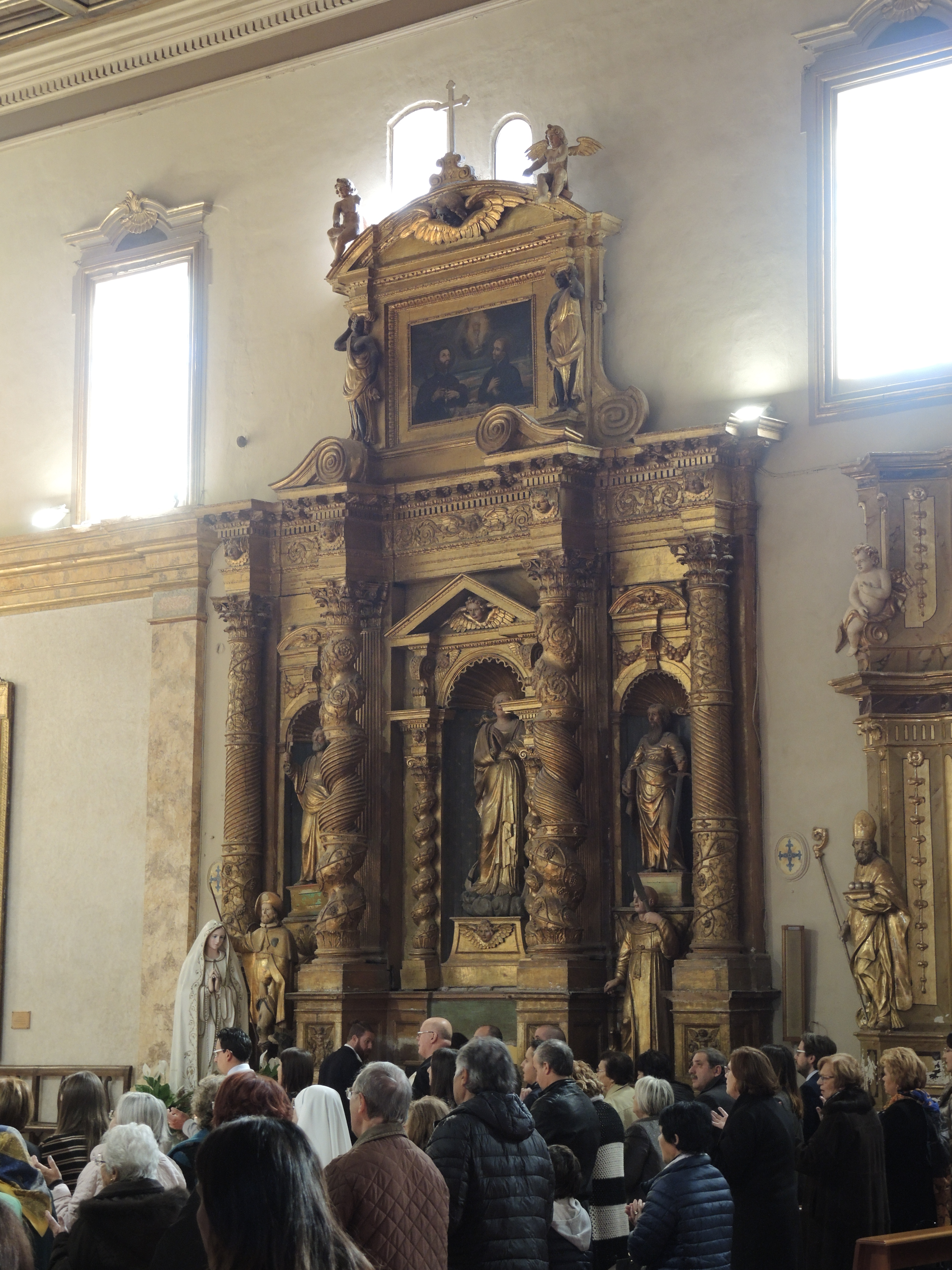
Altare privilegiato della Madonna della Purità

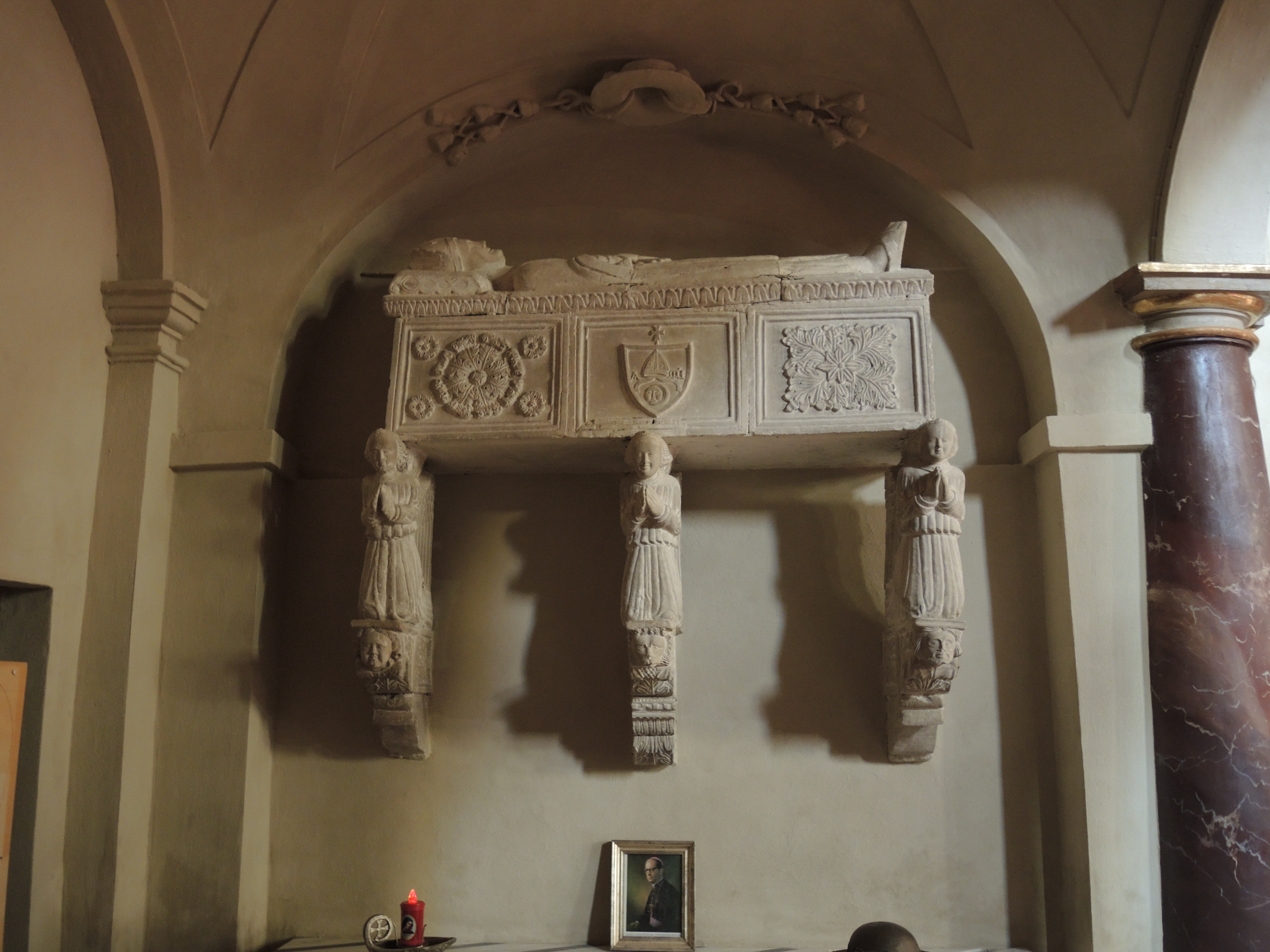
Monumento funebre al vescovo Amico di Buonamicizia

L'interno della chiesa ha pianta rettangolare senza transetto, divisa in due navate: il soffitto a cassettoni è stato ripristinato nel 1911 da maestranze locali, nascondendo quello originale a capriate lignee con gli affreschi trecenteschi attribuiti al Maestro di Offida, di cui restano dei quadri all'interno della chiesa ritraenti le storie della vita di Gesù. Nella stessa navata maggiore di San Michele si ammirano vari tesori quali la statua lignea del santo (XIV secolo), la statua in terracotta policroma della Madonna delle Grazie, dietro l'altare maggiore un prezioso coro ligneo intagliato con leggio, eseguito dall'ebanista Giuseppe Monti nel XVII secolo; da apprezzare cinque grandi cappelle laterali in legno dorato e intagliato, risalenti al XVII secolo, di cui il migliore è quello della Madonna della Purità, restaurato nel 2006, realizzato nel 1611 dal pittore ortonese Tommaso Alessandrino. Di questo autori si conservano anche pregevoli tele, di cui una ritraente la Madonna del Carmine, conservata nella chiesa di San Francesco d'Assisi
Altra pregevole opera è il monumento sepolcrale al vescovo Amico di Buonamicizia, eseguito nel 1457. L'opera è in pietra, con il rettangolo centrale della tavola, sorretto da tre angeli oranti, appoggiati sopra mensole riccamente scolpite. Il fronte della cassa è suddiviso in tre riquadri, quello centrale mostra lo stemma del prelato, i laterali due rosoncini a rilievo, mentre sopra si trova la riproduziuone del vescovo composto negli abiti funebri, con le mani giunte sul petto.

#### Ex monastero di San Francesco d'Assisi

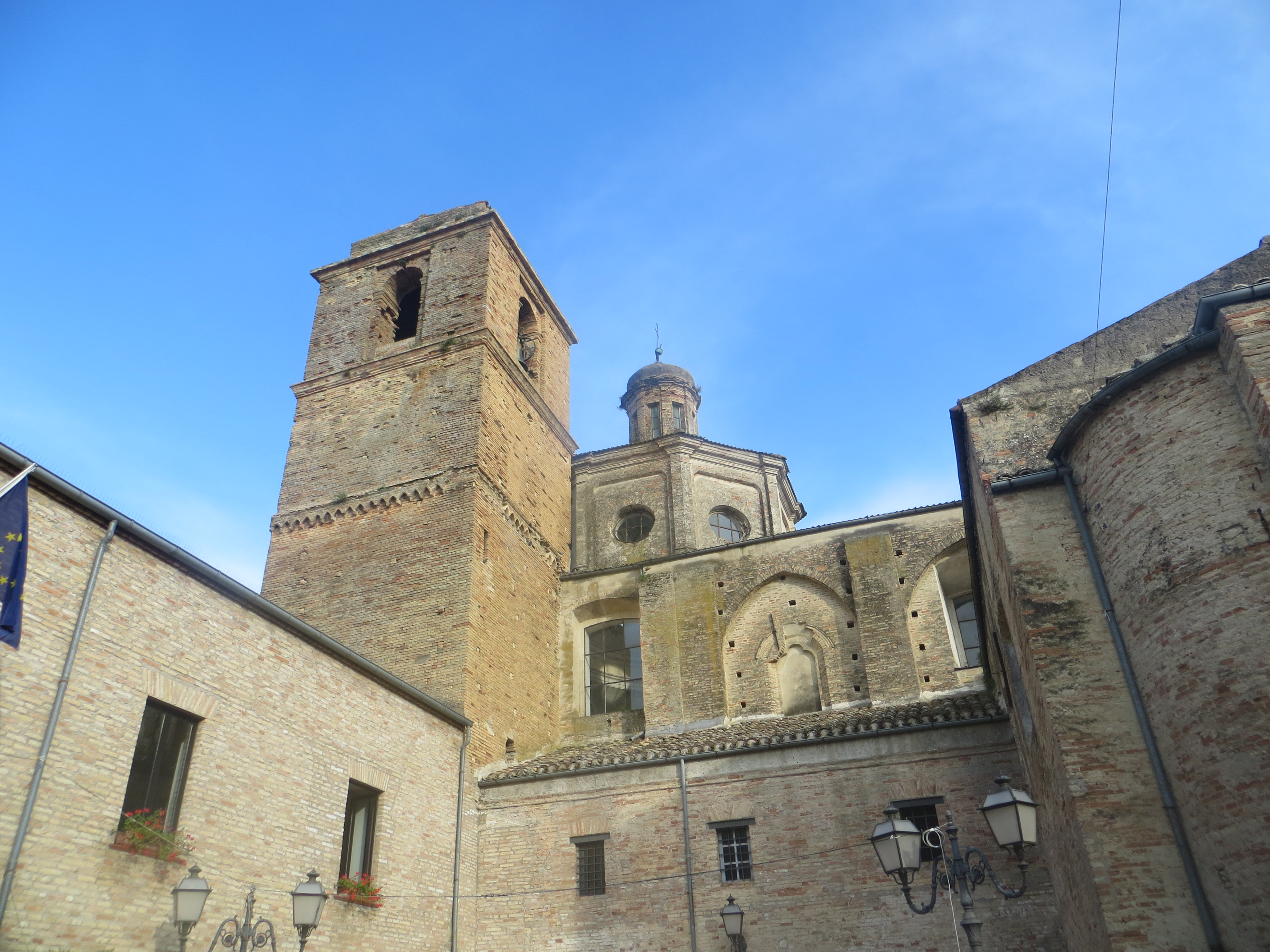
Prospetto della pianta di San Francesco d'Assisi, vista dal chiostro del convento

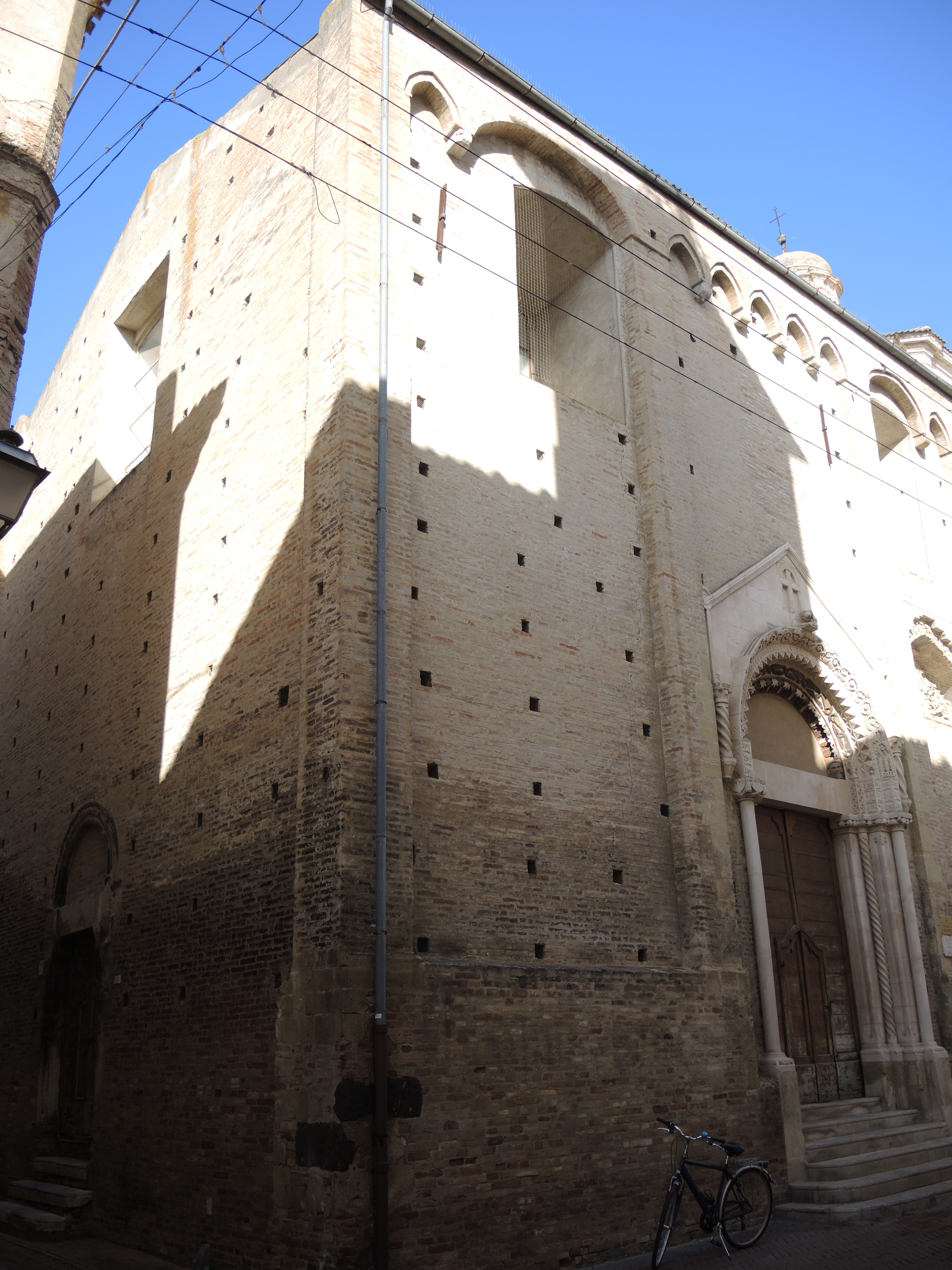
Prospetto dell'ingresso a San Francesco

Si trova lungo il corso Vittorio Emanuele, più ad ovest di San Michele, nella zona baricentrica del centro storico. Il complesso conventuale venne eretto nei primi anni del XIII secolo, esistente all'epoca della distruzione della città nel 1239. Infatti l'iniziale sito era occupato dai monaci Basiliani pervenuti con i Longobardi, nel 1327 il convento fu occupato dai Frati Minori Francescani, divenendo il principale monastero della città insieme a quelli di San Bernardo e Santa Chiara d'Assisi. Nel 1809 con le leggi francesi il convento è stato soppresso, eccettuata la chiesa, che divenne sede degli uffici comunali, del teatro pubblico, e della biblioteca civica.
Da ammirare all'interno della chiesa il pavimento mosaicato originale, del 1845, realizzato da maestranze venete che modificarono anche la chiesa di Santa Chiara; poi la tela della Madonna del Rosario e di San Domenico di Tommaso Alessandrino di Ortona, poi quelle del pittore Paolo De Cecco del XIX secolo, amico di Francesco Paolo Michetti. Un'altra artista locale: Concetto De Angelis realizzò gli affreschi della volta dell'oratorio: in tutto 15 dipinti ovali nell'altare della Madonna del Rosario. L'interno mostra un impianto a navata unica con volta a botte lunettata intonacata di bianco, opera del rifacimento del XVIII secolo; gli altari laterali sono inquadrati da pilastri con capitello corinzio, lo spazio di aggancio con la volta è fasciato da una trabeazione aggettante.
All'esterno della chiesa si trova la torre campanaria quadrangolare, molto semplice, posta accanto alla robusta cupola circolare sopra cui s'innesta la lanterna, posizionata in asse col presbiterio. La parte più antica è il lato volto su corso Vittorio Emanuele, col portale tardo romanico attribuito a Raimondo del Poggio, detto "portale delle Meraviglie", caratterizzato sempre dalla cornice ornata da pietra a punta di diamante, riccamente scolpita a motivi vegetali e geometrici.

#### Chiesa di Sant'Agostino

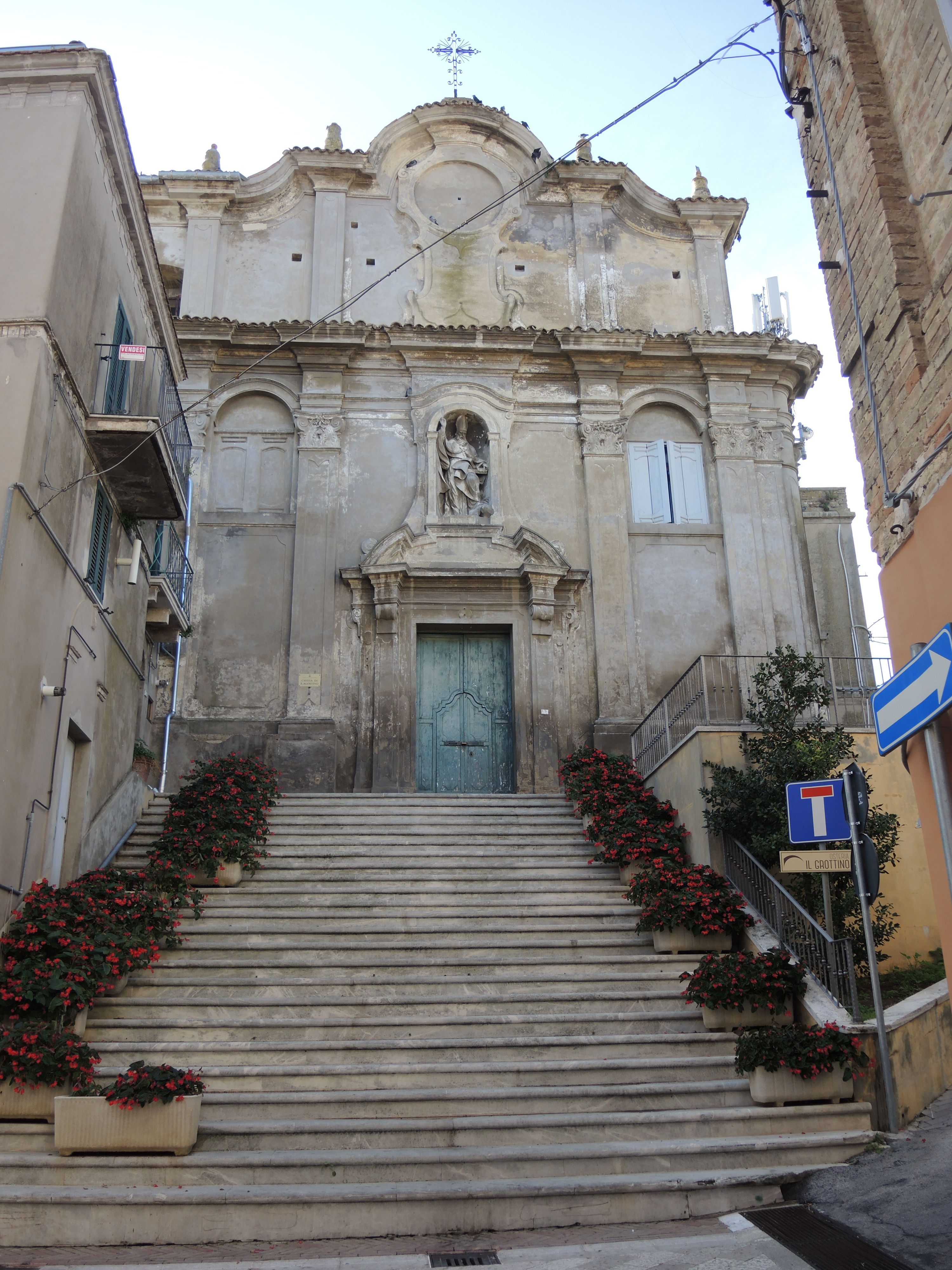
Chiesa di Sant'Agostino

Si trova nell'estremità occidentale del centro, all'inizio del corso Vittorio Emanuele, venne edificata nella parte alta del rione Casale, dove si trovava il castello longobardo. L'area era dominata dalla cappella di Santa Maria Assunta, nel 1314 per volere di Roberto d'Angiò gli Agostiniani poterono edificare il monastero sopra la vecchia chiesa. L'attuale edificio è frutto del rifacimento quasi totale del 1789, è impossibile immaginare come fosse la vecchia chiesa medievale per la presenza totale degli stucchi e degli intonaci del barocco, anche se da un documento del XVII secolo si apprende che la chiesa fosse a navata unica rettangolare priva di abside, con due spazi di copertura a crociera all'altezza del coro. La chiesa ha navata unica, alle cui pareti sono stati addossati quattro altari ornati di stucchi e bassorilievi realizzati da Alessandro Terzani, mentre l'altare maggiore è in scagliola. La facciata è preceduta da una scalinata, è stata rifatta nel 1789 da Santino Capitani, che lavorò anche alla fabbrica di San Bernardo di Chiaravalle e a Palazzo Castagna. L'interno è stato costruito con l'impaginato a stucco e pennacchi su progetto di Francesco Di Sio.
Secondo alcuni il progetto interno a navata unica con le cappelle laterali, due per lato, sarebbe stato ispirato alla chiesa di Sant'Agostino in Ancona, opera di Luigi Vanvitelli, motivo ripreso in molte altre chiese agostiniane dell'Abruzzo. L'organo ligneo è di Adriano Fedri (1795), in cassa lignea bianca intagliata per mano dell'ebanista di Venanzo de Tollis, che realizzò anche i confessionali originali. I dipinti presenti sono di Giacinto Ranalli: Madonna della Cintura (1672) e di Brizii di Teramo (1796): San Nicola con San Tommaso e la Sacra Famiglia.
La chiesa dagli anni Settanta è sconsacrata, e viene usata per eventi culturali.

#### Chiesa di Santa Chiara d'Assisi e monastero delle Clarisse

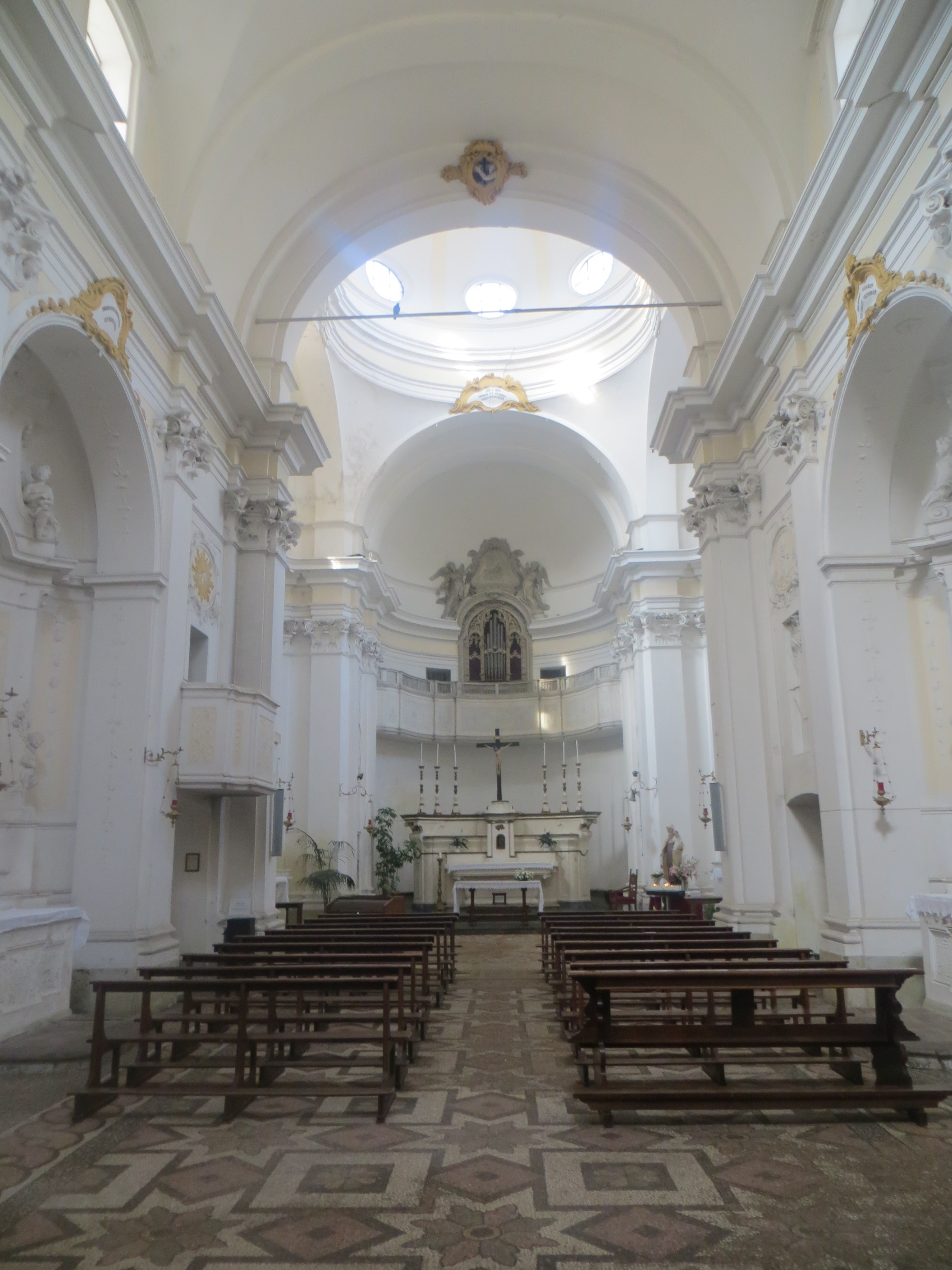
Interno di San Francesco

Situata nel vicolo Santa Chiara, affacciata su un piccolo piazzale, fu realizzata con il monastero nel 1314, in origine fuori dalle mura, presso Colle Santa Chiara. Dopo esser stato distrutto dai banditi, la chiesa venne rifatta nel 1357 dentro le mura per volere di papa Innocenzo IV. Per la forte pendenza del terreno, la chiesa era costituita da un corpo molto stretto, demolito nel XVIII secolo e rifatto daccapo; oggi infatti si conserva di medievale solo il muro laterale con due monofore gotiche. La chiesa è una delle poche d'Abruzzo che adotta pienamente il modello barocco, in sintonia con la chiesa di San Lorenzo di Manoppello e quella di Santa Chiara a Penne. Nel corso del XVIII secolo fu ricostruita da zero, rispettando le soluzioni del barocco settentrionale, usando lo schema triangolare: la scelta di questa pianta, elemento unico in regione, risale al progetto degli stuccatori Girolamo Rizza e Carlo Piazzola, attivi anche a Chieti, Lanciano e Penne (1730).
La monaca abbadessa Laura de Sterlich stipulò un contratto con questi stuccatori, allievi di Giovan Battista Gianni, che ugualmente fu molto attivo tra Penne (San Giovanni Evangelista, Santa Chiara, San Giovanni Gerosolimitano dei Cavalieri di Malta) e Chieti (chiesa di San Francesco al Corso, Chiesa di San Domenico al Corso); questa chiesa dunque rappresenta uno dei vertici dello sperimentalismo barocco in Abruzzo d'ispirazione lombarda. La geometria triangolare prende ispirazione ai modelli romani di Francesco Borromini, di Guarino Guarini e Bernardo Vittore, la pianta è costituita dal triangolo equilatero ai cui vertici sono collocate tre cappelle absidate, incorniciate da ampi archi a tutto sesto. Le pareti si caratterizzano per la presenza di lesene con capitelli in stile corinzio, sulle quali si imposta la cornice mistilinea, sormontato da un motivo a palmette dorate su fondo blu.
La cupola emisferica si innesta, tramite cornice che ne ricalca il profilo, su una fascia circolare scandita dalle ampie arcate delle cappelle, e da lesene con capitelli ionici. Nel medesimo spazio si collocano poi le finestre rettangolari e sei medaglioni sorretti da putti. La cupola presenta una modesta decorazione a partitura geometrica, ed è illuminata da tre aperture ovali, poste in asse con tre altari; all'articolata composizione interna si contrappone la semplicità della faccia, composto da parte centrale a terminazione piana, e da due ali laterali poco spioventi, prive di plasticità. Il corpo maggiore della faccia è leggermente concavo, scandito verticalmente da due fasci di lesene mentre presenta una cornice marcapiano, che ne divide lo spazio in due. Nella fascia superiore si trova un finestrone centrale, in basso il portale, decorato da semplice lunetta

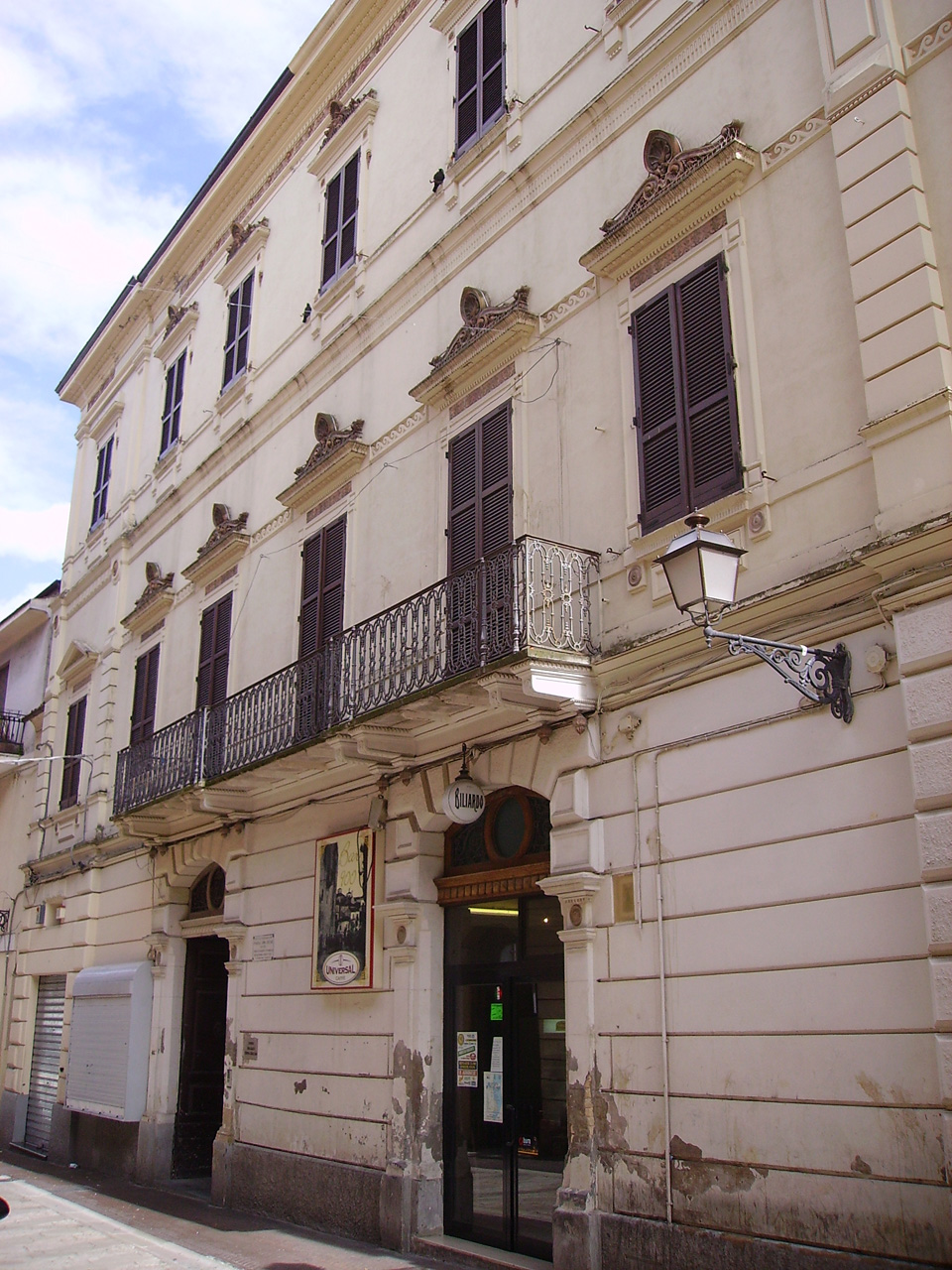
Palazzo Coppa Zuccari

All'interno la controfacciata è dominata dalla cantoria con l'organo, sostenuta da quattro mensole, decorata da motivi vegetali e nastrini e fascette: il pannello maggiore ha due cantari con fiori laterali, la colomba centrale dello Spirito santo o l'allegoria cristiana del Pellicano. Sulla sinistra dell'accesso si nota una grata metallica, che metteva in comunicazione la chiesa con i locali interni delle monache di clausura, che assistevano alle funzioni mediante il matroneo. Il pavimento della chiesa è stato realizzato nel 1856 dall'artigiano friulano Giovanni Pellarin, che realizzò anche quello di San Francesco d'Assisi, e la parte dell'altare della collegiata di San Michele. Fa parte dei "terrazzi" alla veneziana, ripartizione modulare di triangolari gialli, bianchi e neri, convergenti verso il rosone centrale, che costituisce il punto di intersezione di due assi, composti da triangoli più grandi, il cui andamento dall'interno verso l'esterno crea un movimento ottico di espansione, con gli assi orientati verso i Punti Cardinali.
I tre altari caratterizzati sono caratterizzati dalla profusione di cornici e dorature, presentano una nicchia inserita in una struttura riccamente modanata, priva di ordini e sormontata da cartiglio con iscrizione latina. Lateralmente su ciascuno spiccano due paraste decorate da motivi a grottesche ed elementi fitomorfi, accompagnati da busti, putti e uccelli; l'altare maggiore è decorato a Santa Chiara d'Assisi, con la statua vestita, adora di un abito in stoffa dell'ordine, sul petto dal reliquiario in argento, contenente un frammento osseo; il corredo è completato da una pisside, un pastorale e una corona. Lateralmente spiccano altre due statue di Santa Barbara e Santa Caterina d'Alessandria con la ruota dentata del martirio.
Presso i lati della chiesa si trovano altre statue di santi: San Pasquale Baylon, Sant'Antonio di Padova con il Bambino, presso il terzo altare c'è la Madonna del Rosario, affiancata da San Francesco di Paola e San Francesco Saverio. Questi altari sono oranti da pannelli affrescati, che mostrano molte figure di sante donne. Santa Cecilia, Santa Teresa d'Avila, Giuditta con Oloferne.

#### Parlatorio del convento delle Clarisse e cappella
Adiacente al monastero delle Clarisse, è il luogo dove venivano dati oggetti e offerte alle monache per mezzo della ruota, che si trovavano nella cappella-parlatoio. Si trova accanto, lungo Corso Umberto I, anche la ruota degli esposti, meccanismo cilindrico in legno, dove venivano messi i neonati abbandonati. Si racconta che durante la seconda guerra mondiale, l'affresco della Crocifissione, oggi poco leggibile a causa della combustione delle cere delle candele, fu coperto con la tempera bianca da una squadra di nazisti; la mattina seguente trovarono l'affresco intatto

#### Chiesa di Sant'Antonio di Padova dei Padri Zoccolanti

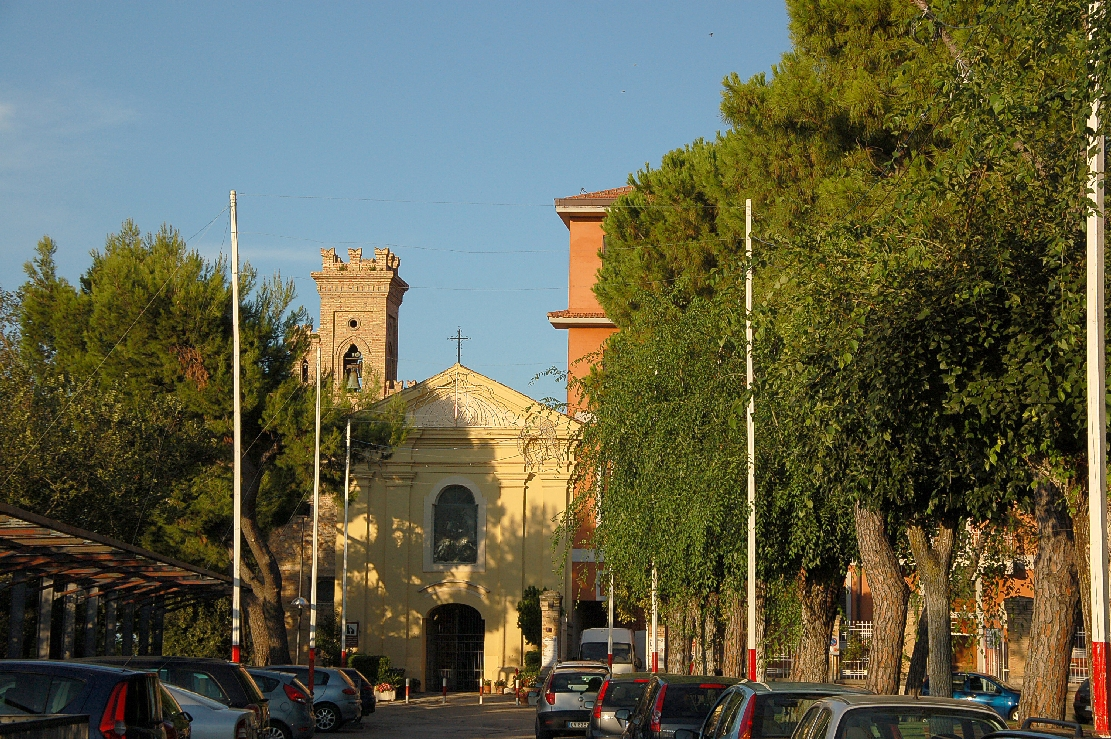
Chiesa di Sant'Antonio di Padova

Si trova dietro il giardino comunale al termine del corso Vittorio Emanuele, un tempo orto privato dei frati. La chiesa fu realizzata alla fine del Duecento come ricovero delle Clarisse, nel XIV il convento vero e proprio venne costruito, e gestito dai Padri Zoccolanti a partire dal 1458 per volere di Papa Pio II, dopo che fu ceduto dai Frati Minori Francescani di San Francesco d'Assisi. La chiesa acquisì presto prestigio dopo che vi vennero sepolte le spoglie di frate Serafino di Chieti, morto nel 1510, divenendo uno dei principali monastero della "provincia di San Francesco" nel territorio di Penne. Nel 1627 il convento passò ai Riformati detti "zoccolanti", che lo ampliarono nel 1692; nel 1837 il convento divenne centro di studi teologici. Nel 1694 a cura del canonico Procaccini, vennero restaurati gli affreschi medievali del chiostro, risalenti al ricovero delle Clarisse del XIII secolo, anche se oggi sono andati perduti per sbagliati restauri ad intonaco nel XX secolo.

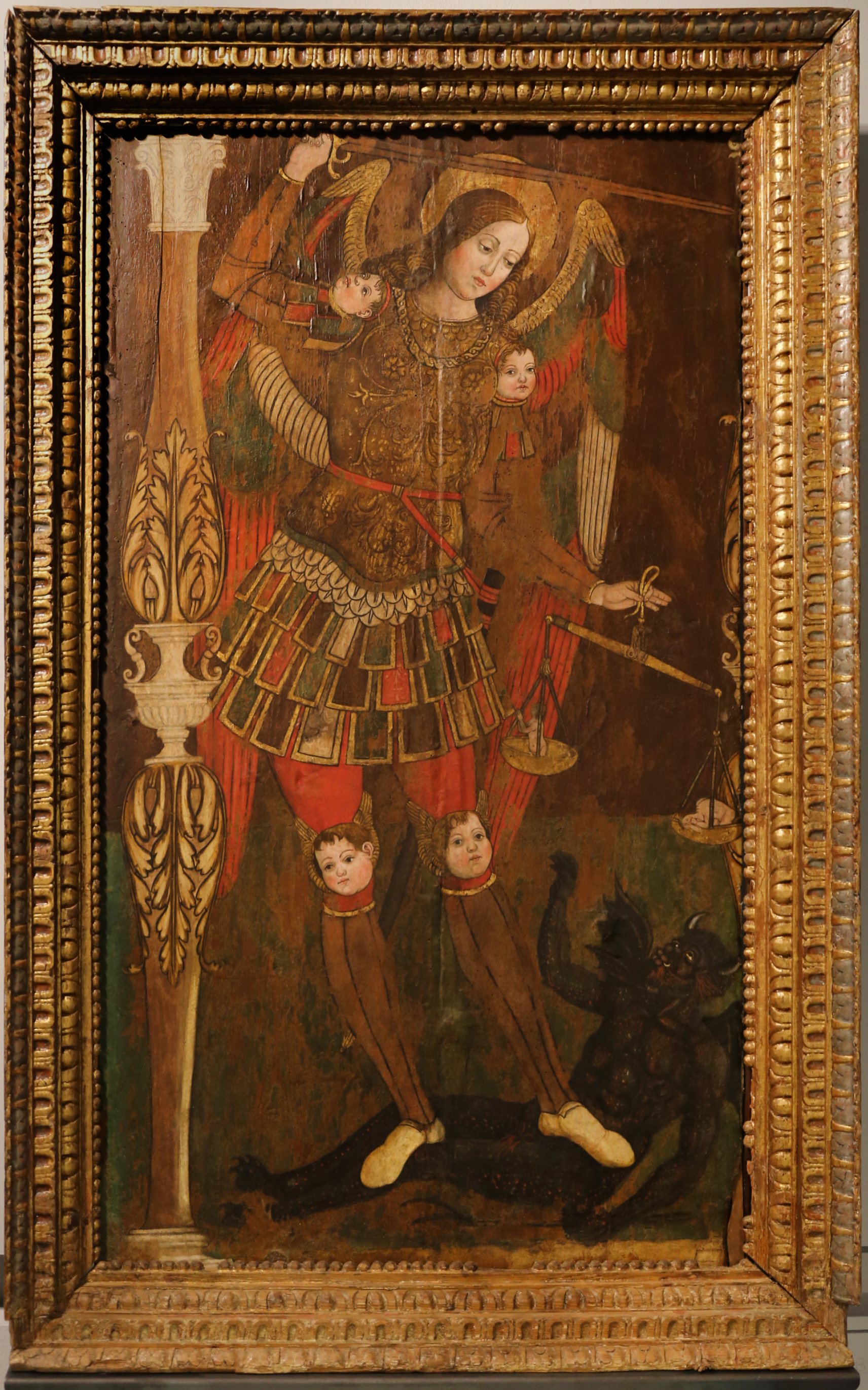
San Michele, opera del Maestro di Caramanico

La chiesa è sede della confraternita di Sant'Antonio di Padova, conserva una navata unica con stucchi barocchi, sul lato sinistro si aprono due cappelle, nella prima si conservano le reliquie di San Felice, mentre la seconda è dedicato al santo di Padova. La sacrestia conserva un dipinto quattrocentesco di San Michele, opera del cosiddetto "Maestro di Caramanico", ma molto pregevole per la storia della pittura gotica abruzzese, poi spostato al Museo Nazionale dell'Aquila.
La facciata ha un gusto classico rinascimentale, ripartita in lesene, da un frontone triangolare; durante i restauri è riaffiorato l'originale portale romanico a laterizi bicromi. Il campanile è di gusto tardo gotico, caratterizzato da arcate ogivali e decorazione superiore a merlature.
La chiesa ospita anche le reliquie di San Felice martire, donate da papa Leone X alla diocesi di Chieti intorno al 1513-22, e quelle di frate Serafino da Chieti, la cui biografia venne scritta dal frate Bernardino da Fossa (1510).

#### Chiesa e convento di San Bernardo da Chiaravalle

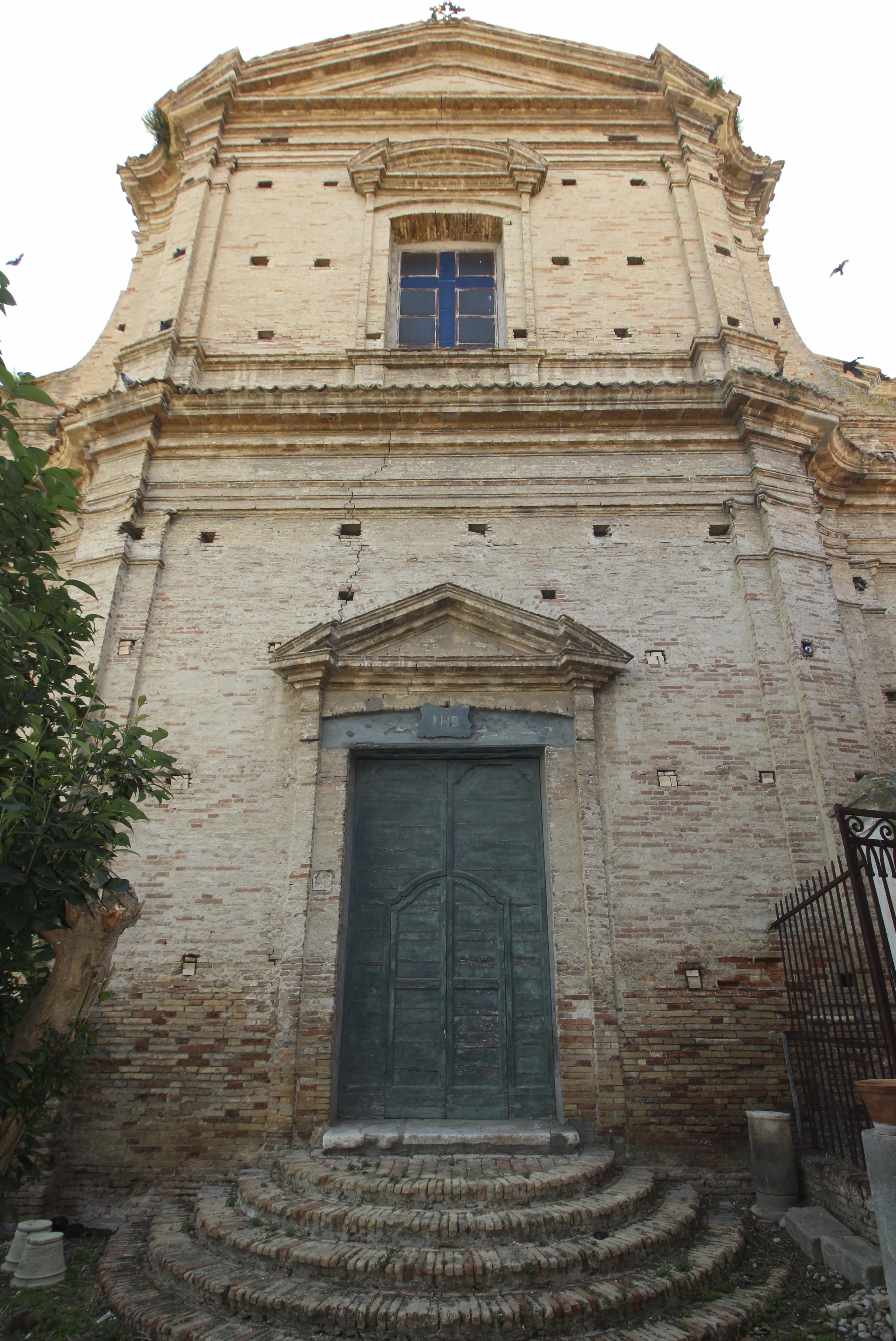
Prospetto di San Bernardo

Sorge nel piazzale dopo varcata Porta Sant'Egidio dalla zona sud del centro. Fu realizzata nel XIV secolo insieme al convento, trasformato poi nel XIX secolo nel Palazzo Coppa. Originalmente era dedicata a San Nicola di Bari, conservando il nome sino al 1626, quando papa Urbano VIII riunì la Collegiata di San Nicola con quella di San Michele in un solo capitolo; il monastero era di proprietà dei Cistercensi, che lo cedettero ai Riformati di San Bernardo nel 1644, che intrapresero i lavori di rifacimento, con la costruzione del nuovo convento a partire dal 1650. La chiesa è frutto delle trasformazioni del 1770-76 su progetto di Santino Capitani, che progettò l'esterno, in concomitanza con Francesco De Sio che realizzò gli interni, con la collaborazione di Francesco Canturio; costui nel 1777 stuccò gli interni e realizzò i pennacchi, nel 1892 fu eseguita la doratura dell'altare maggiore, realizzato sopra il preesistente di Canturio, col progetto di Costanzo Anzellotti. Il pavimento nuovo è stato rifatto nel 1983.
Forse la chiesa originaria era a tre navate, trasformate poi in una sola con i lavori barocchi, con la soluzione della doppia campata coperta a calotta come nucleo centrale. Sul vano principale si trovano quattro grandi cappelle laterali, con copertura a botte, che animano l'impianto, creando un effetto di dilatazione laterale dello spazio; le pareti sono arricchite da stucchi pregevoli di impronta rococò, e in particolare la controfacciata con il bassorilievo raffigurante "Cristo che scaccia i mercanti dal tempio". La cripta sottostante era usata come cimitero, è in laterizio con archi ogivali coperta da volta a crociera, con lacerti di affreschi rinascimentali.
La facciata della chiesa ha una configurazione molto articolata rispetto al progetto interno, è convessa con le ali laterali leggermente arretrate, che sembrano mostrare una sintesi del barocco romano. Il campanile a torre è del XIV secolo, anche se la parte superiore è del XX.

### Chiese fuori dal centro

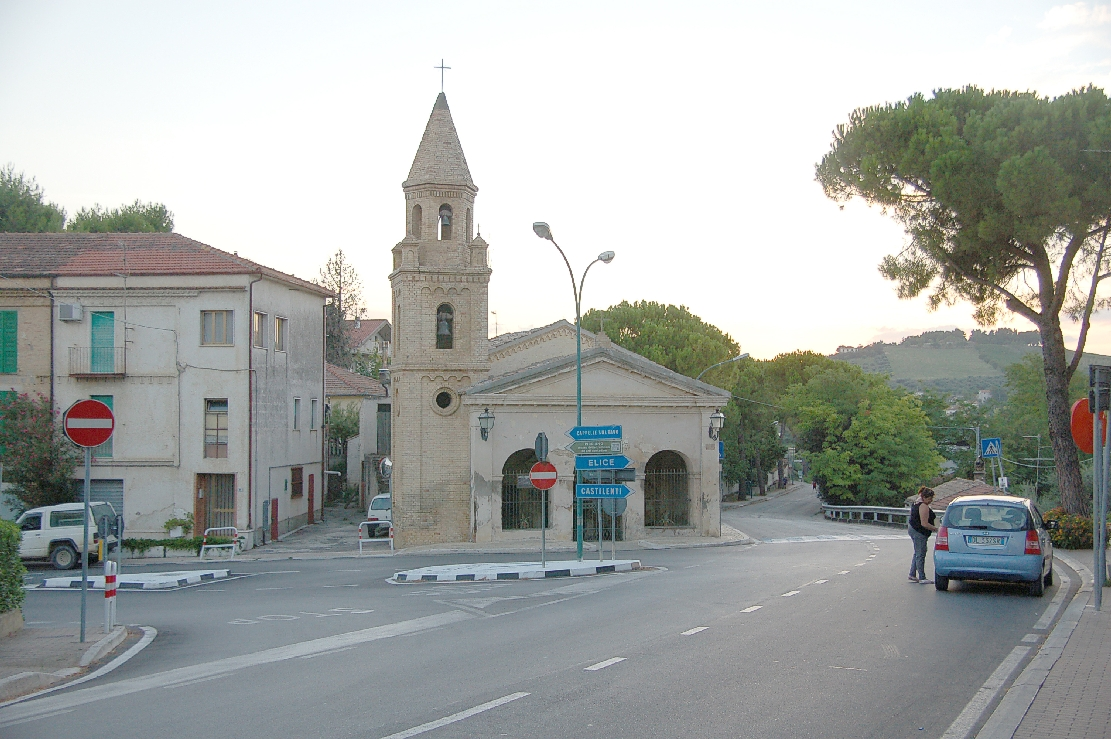
Chiesa dell'Annunziata

Chiesa della Santissima AnnunziataSita nella contrada omonima, risale circa al XVII secolo, anche se è stata restaurata nella metà del Settecento. Realizzata in mattoni, è costituita da un portico, una sacrestia e un campanile in stile antico concluso nel 1929, a pianta quadrata con terminazione a cuspide. Di particolare rilievo è la statua del gruppo dell'Annunciazione con la Madonna inginocchiata davanti all'Arcangelo Gabriele, e al centro la colomba dello Spirito Santo, inseriti nell'altare in marmo rosso. L'esterno mostra la facciata caratterizzata dal corpo avanzato del nartece ad archi in mattoni a vista, aperto con 3 arcate, chiuso in alto dal classico timpano triangolare modanato. Dietro il nartece è visibile la terminazione triangolare della parte di facciata del corpo principale dell'aula. La chiesa è stata danneggiata dal terremoto del 2009 e riaperta nel 2012.
Chiesa della Madonna Regina della PaceSi trova nella contrada omonima, non si sa a che epoca risalga, per la prima volta è citata nel 1629, quando vi morì il monaco eremita Giandomenico Ferro. Per lo stile la chiesa risale alla metà del Cinquecento, realizzata nello stile rurale rinascimentale tipico abruzzese, non risentendo dell'influsso barocco. La chiesa ha una pianta manomessa, in quanto costituisce sia luogo sacro che abitazione dell'eremita; restaurata nel 2004, presenta due porte di ingresso, un atrio e tre altari intitolati alla Madonna, all'Immacolata e alla Vergine del Carmine. Gli affreschi sono del 1654, il campanile è a vela.
Chiesa di Sant'Antonio AbateSita in contrada Villa Cipressi, risale al XVIII secolo. Tuttavia essendo troppo piccola, venne abbandonata e rifatta daccapo agli inizi del Novecento (terminata nel 1921), usando lo stile neogotico con il laterizio a vista. La struttura in muratura è imponente, con vari caratteri dell'eclettismo liberty e neogotico, come le arcate delle finestre e del portale, il rosone centrale. La navata interna termina con un arco trionfale che introduce al presbiterio, voltato a botte.
Parrocchia di Sant'Agostino di Canterburysi trova nel quartiere nuovo della Marina, il progetto risale al 1969, venendo edificata con gli stabili annessi della Casa della Gioventù, il Doposcuola. La chiesa, principale parrocchia del quartiere Marina, è stata voluta dal sacerdote don Vasco Vezzosi, parroco della chiesa di Sant'Agostino nella città alta del comune, poi sconsacrata. I lavori sono stati effettuati dal 1981 al 1994 su progetto dell'architetto Corrado Cameli, ha pianta circolare, con tre cilindri che si incastrano nel rialzo della pianta. Il cerchio maggiore è quello di base, costituito dal portico di ingresso, il secondo è il contenitore dell'aula interna, il terzo è il raccordo del tamburo della cupola, decorato da finestre a nastro che diffondono la luce. I mosaici interni sono stati realizzati tra il 2008-2010, raffiguranti dei santi.

### Palazzi storici

#### Palazzo municipale e teatro

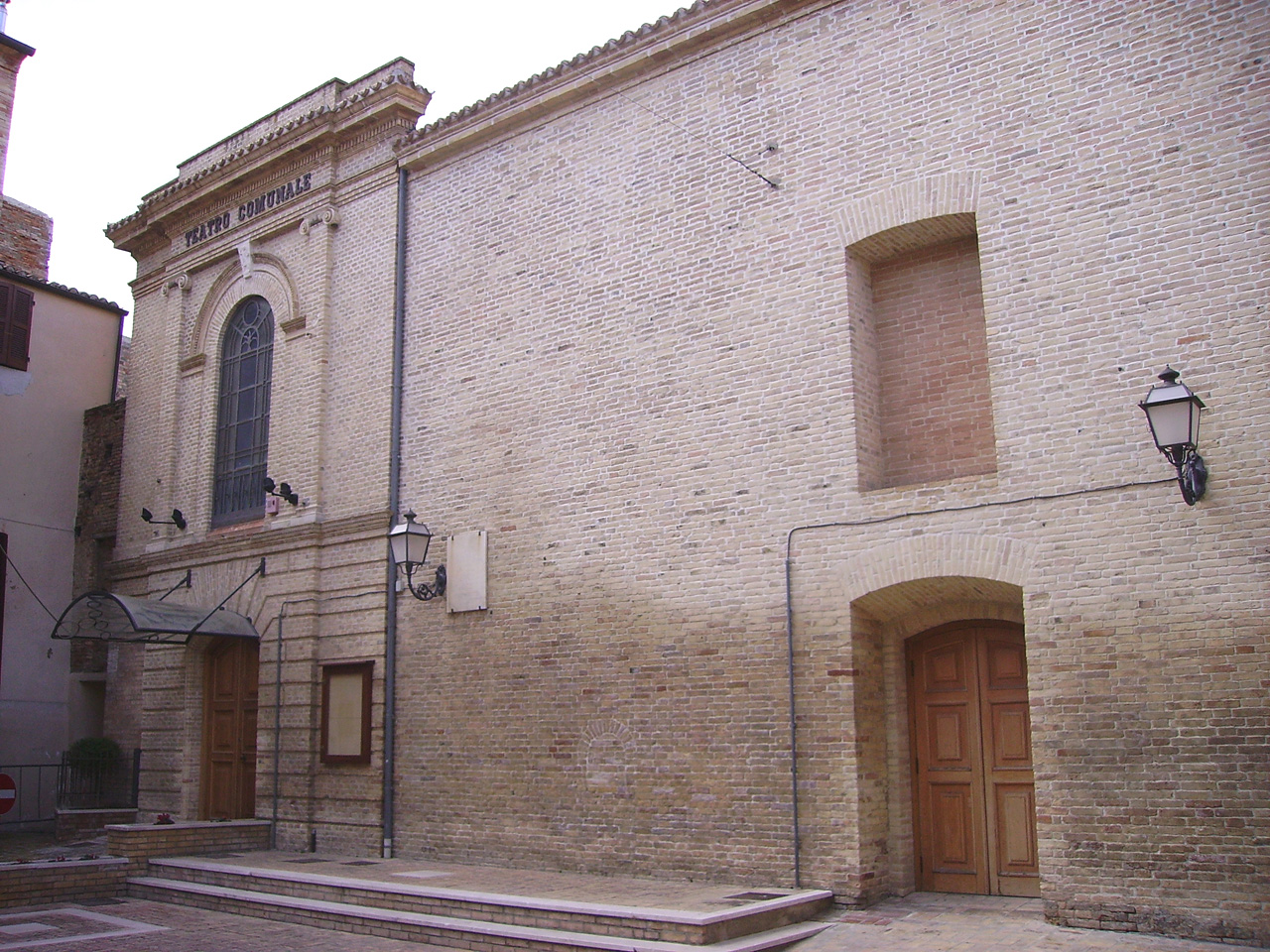
Municipio e teatro comunale

Lungo il corso Vittorio Emanuele, affianca la chiesa di San Francesco, essendo stato ricavato dal convento. Soppresso l'ordine nel 1809, il palazzo ospitò la municipalità sino ad oggi, inglobando tra i beni anche il prezioso chiostro a pianta quadrata del convento, composto da doppie arcate sorrette da doppie colonnine cilindriche, e pozzo centrale.
Il teatro conserva ancora l'aspetto esterno originario, che lascia presagire dalle forme che in origine fosse una chiesa; per la precisione era la chiesa del XIII secolo dei monaci Basiliani, conservata anche dopo il rifacimento del convento dei Francescani nel XIV-XVII secolo. Dopo il 1809, il teatro fu voluto dalle famiglie altoborghesi angolane, che affidarono i lavori a Emidio Coppa ed Emidio Giampietro, che ricavarono la sala a ferro di cavallo dalla navata dell'ex chiesa nel 1856. Rifatto ampiamente negli anni '30 del Novecento, è stato restaurato nel 2002, ospitando ininterrottamente una serie di eventi culturali, rassegne di teatro d'opera, teatro dialettale, teatro per ragazzi. La sala è a ferro di cavallo, seguendo la linea dei grandi teatri ottocenteschi, e presenta tre ordini di palchi.

#### Museo Laboratorio d'Arte Contemporanea
Si trova dietro la chiesa di Santa Chiara, essendo stata ricavata esattamente da una porzione del convento. Il progetto è partito nel 1998 e terminato nell'allestimento del 2003 con interesse del Comitato tecnico per i Beni Museali della Regione Abruzzo; tale museo ha lo scopo di proporsi come punto di riferimento nell'arte contemporanea, svolgendo attività mediante mostre collettive, monotematiche e a tema libero, con incontri di artisti e visite guidate, corsi di formazione professionale nel campo delle arti applicate, video, documentazione cartacea e audiovisiva. Il progetto "Godart - arte a scuola, a scuola con l'arte" inoltre, applicato nel museo, ha ottenuto riconoscimento internazionali, con mostre allestite anche alla Biennale di Venezia nel 2005 ed a Istanbul nel 2006. Oltre alla scuola, il palazzo ospita anche il museo, che offre una sintesi dei migliori lavori realizzati nella scuola.

#### Museo civico "Luigi Chiavetta" - ex chiesa di San Salvatore
Posta all'inizio della via Grottone, a pochi passi dal sagrato di Sant'Agostino, l'ex chiesa del Salvatore esisteva sin dal medioevo, venne ristrutturata in stile barocco nel 1788, e poi nel 1850. Il piccolo oratorio presenta una facciata e tema classico, con al centro una finestra rettangolare in asse col portale, affiancata da due nicchie con statue di santi: Gesù Salvatore e l'Immacolata Concezione, mentre l'interno a navata unica mostra degli stucchi opera di Zopito Grella. Il museo è stato allestito da pochi anni, e conserva reperti archeologici rinvenuti nel territorio circostante, insieme alla raccolta di statue "conocchie" di carattere sacro, quelle più preziose e antiche provenienti dalle chiese di Città Sant'Angelo, che venivano vestite e portate in processione per le ricorrenze speciali del Natale, della Pasqua, dell'Assunzione, o per le feste patronali.

#### Palazzo Baronale

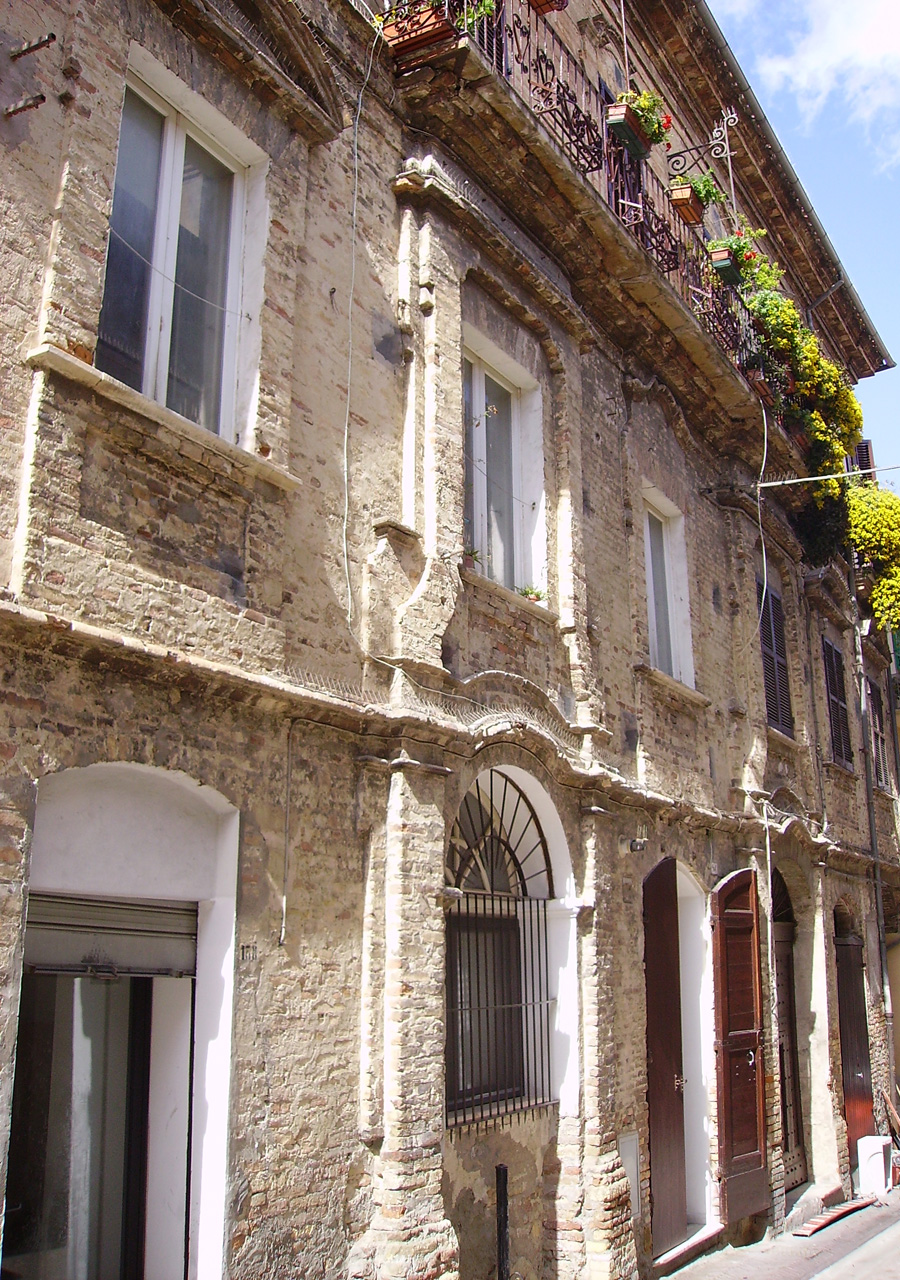
Palazzo Castagna

Si trova sul corso Vittorio Emanuele all'altezza di Piazza G. Garibaldi, realizzato dopo il 1648 sopra la casa del Capitano di Giustizia, quando venne acquistato dalla famiglia Pinello. Nel 1699 il feudo insieme al palazzo venne venduto ai Figliola, che rifecero la facciata nella metà del XVIII secolo. Si tratta del primo grande palazzo costruito a Città Sant'Angelo, all'epoca principalmente costituita da piccole casette popolari o da palazzetti con cortili medievali. La facciata è divisa in due tronconi da una grande parasta, quella di sinistra presenta il portale principale di accesso coronato da un grande arco a tutto sesto incorniciato con modanatura, mentre il secondo presenta alla base aperture più modeste per le botteghe. Scandito da cornici a due piani intonacati, ci sono due ordini di finestre a cornice modanata, senza particolari bellezze architettoniche. L'interno mostra i segni dell'unione di vari corpi di fabbrica, con alla base gli accessi alle stalle e alle stanze dei servi, mentre lo scalone monumentale conduce ai piani nobili superiori.

#### Palazzo Castagna
Situato all'inizio del corso Vittorio Emanuele, a poca distanza dalla chiesa di Sant'Agostino, si trova all'incrocio di Porta Borea, posizionandosi in asse centrale per la via dell'economica locale. Presso la struttura vissero Michelangelo Castagna che nel 1814 scatenò la rivoluzione cittadina contro Murat, e il figlio Nicola Castagna, nato nel 1823, che fu storico e critico letterario abruzzese. Il palazzo non si sa se esistesse prima del XVIII secolo, fatto sta che è citato per la prima volta nel 1755, di proprietà della chiesa di San Bernardo, e venne restaurato da Santino Capitani. Poi divenne proprietà della famiglia Castagna, che lo acquistò nel 1803. I Castagna furono proprietari anche di una casa omonima situata a poca distanza, di proprietà della vedova Bradimarte Giovannina Della Luna. Il prospetto sul corso ha un paramento di mattoni a vista, aperture coronate con le varie forme di frontoni che creano un notevole gioco chiaroscurale. La facciata è divisa orizzontalmente da cornici in tre fasce, le aperture alla base sono accessi a vari negozi e botteghe. Dal portale uno scalone concede l'accesso ai piani superiori: al secondo piano si trovano le finestre coi balconi, le aperture sono coronate da frontoni ondulati in corrispondenza dei balconi e triangolari sopra le finestre.
La porzione affacciata su via Archi ha una serie di archetti a tutto sesto, sistemati a metà dell'altezza degli edifici, che hanno funzione di contrafforte. A est il fabbricato è collegato alle mura, in corrispondenza del primo piano.

### Giardino pubblico degli Zoccolanti
Situato al termine del corso Vittorio Emanuele, sfociante in Largo Pasquale Baiocchi, adiacente all'ex ospedale di San Giovanni Battista (XIV secolo), è adibito a giardino comunale, nonché uno dei punti più panoramici del borgo, con area giochi per i bambini e panchine. Oltre il giardino si trova la chiesa di Sant'Antonio di Padova, che faceva uso del giardino come orto privato sino al XVIII secolo. Nel primo Novecento fu adibito a giardino. Al centro vi si trova il Monumento ai caduti, realizzato in onore degli angolani morti durante il bombardamento a tappeto degli americani il 22 maggio 1944. Lungo il belvedere nord è possibile accedere anche al cisternone romano.

#### Campo d'internamento di Città Sant'Angelo
Si tratta di una struttura del centro adibita a prigione di ebrei e dissidenti politici a partire dal 1940. Il campo nel 1941 accolse 150 persone, per lo più sovversivi, comunisti, socialisti, triestini, numerosi ebrei di Fiume e croati. Gli internati nelle ore di libertà circolavano per il paese regolarmente, senza che si verificassero manifestazioni di accanimento politico, anzi accadde che alcuni prigionieri si sposarono, come Boris Baslakova, Doralice Core, Paolo Pirih, tanto che nel 1942 la Prefettura di Pescara inviò un richiamo per la presenza dei comunisti che, in tal clima pacifico stabilito, avrebbero potuto diffondere i loro ideali.
Del clima di tranquillità nel campo è da ricordare la testimonianza cartacea di Goffredo Jukich, che ebbe il modo di conferire con le spie segrete degli alleati di Pescara, e che per questo fu condannato a morte. Oggi presso il palazzo si trova una targa commemorativa che ricorda i nomi dei prigionieri, che nel 1943 vennero trasferiti in altri campi a settentrione.

#### Palazzo Ghiotti e Palazzo Basile

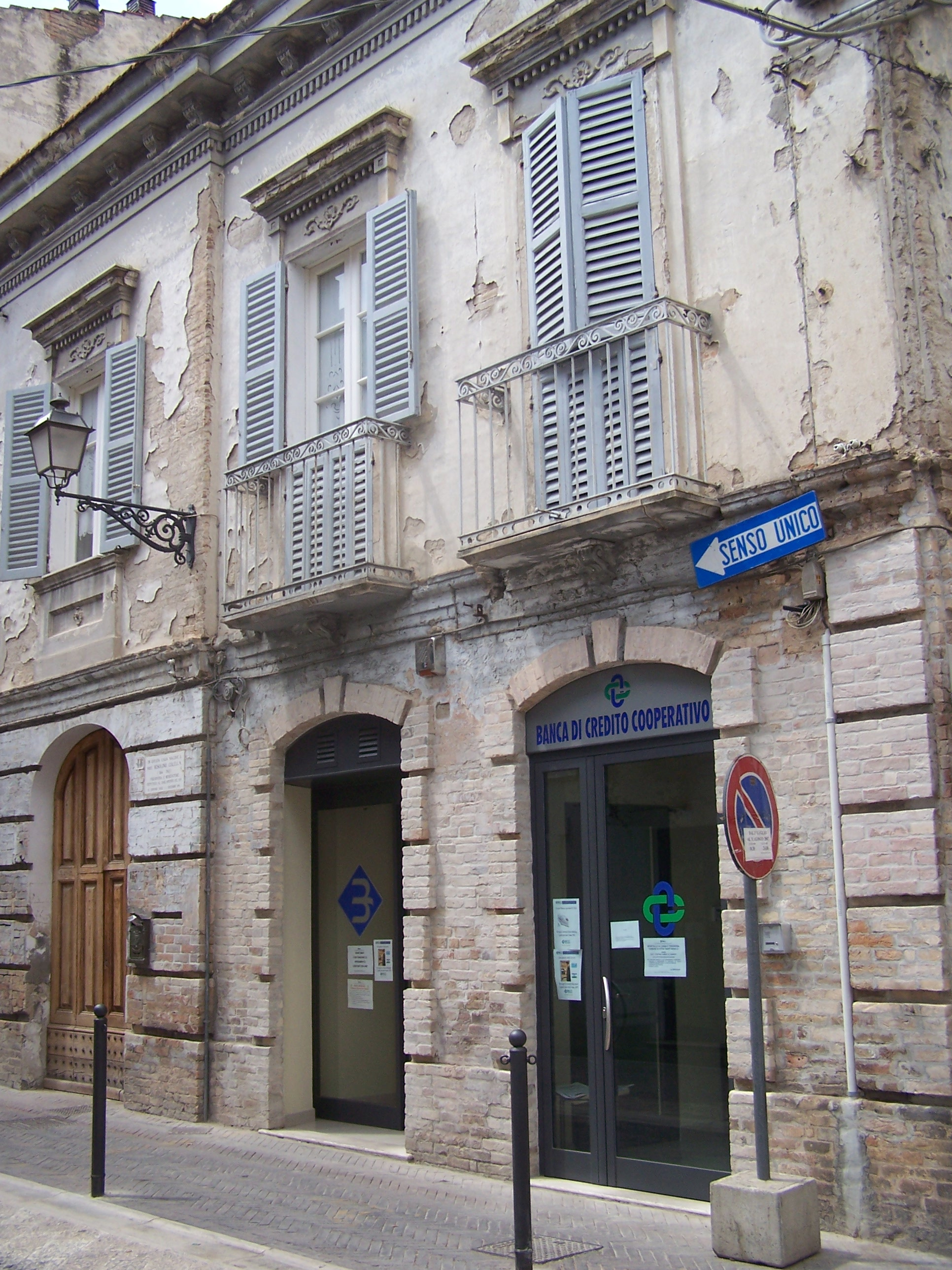
Palazzo Colella

Il primo, costruito nel 1880, è ancora oggi di proprietà dei discendenti della famiglia Ghiotti, famiglia di proprietari terrieri, eruditi e patrioti; posto sul corso Umberto I, davanti alla chiesa di Santa Chiara, vi nacquero Nicola Ghiotti, agronomo, e il patriota garibaldino Domenico Ghiotti. Presenta una piattabanda con il concio di chiave centrale verticale, e i conci laterali convergenti verso un punto posto nel mezzo dell'apertura. Si tratta di un tipo di piattabanda presente sia negli edifici settecenteschi che ottocenteschi. Il secondo palazzo è in Largo Basile, presenta piattabanda con il concio in chiave centrale verticale e conci laterali convergenti verso il punto posto nel mezzo dell'apertura. Durante l'Ottocento i restauri di questo palazzo hanno comportato la semplificazione dell'ordine di finestre, con piccoli elementi verticali.

#### Palazzo Colantoni

Palazzo Colantoni

Secondo alcune fonti in questa abitazione nacque nel 1406 Gentile Colantoni da Leonessa, capitano di ventura della Repubblica di Venezia. L'edificio si trova presso il Ghetto, nel rione Casale. L'antichità del palazzo è data dalla presenza di una torre che era merlata, riadattata poi nel XVII secolo per le funzioni abitative, con feritoie agli spigoli esterni, vi si entra per un androne chiuso da grossa porta chiodata, che immette poi in un'angusta scala al piano superiore. Il primo piano ha una grande sala senza eleganza: uno stemma di pietra a forma di ellisse è collocato sul portale di accesso, forse appartenente al casato di Gentile, anche, ma altri vogliono che appartenga ai duchi di Modena. Il palazzo nell'Ottocento passò ad Angelo Marino Giampietro e a Michele D'Andrea Giovanni; nel 1885 costui fece demolire la parte sud perché a rischio crollo.

#### Casa Colella
Vi nacque il professor Rosolino Colella, psichiatra e benefattore (1864-1940), deputato parlamentare nel 1919. Nel Novecento è stato ampiamente ristrutturato con la creazione di un piazzale, al piano terra ci sono le stalle, si può accedere ad un locale sotterraneo che si dice possa essere un granaio, o una cisterna. Molto belle sono le mensole del balcone, riccamente ornate con motivi allegorici, che richiamano la simbologia della medicina, fatti realizzare da Raffaele Colella. Le volte affrescate voluta dal proprietario Rosolini, mostrano i 12 segni zodiacali.

#### Palazzo Coppa e Palazzo Coppa-Zuccari
In origine era il monastero dei Cistercensi, poi dei seguaci di San Bernardo. Divenne palazzo baronale nel 1807 dopo che l'ordine fu soppresso, e fu assegnato ai Coppa, il cui maggior esponente fu il Barone Emidio Coppa (1826-1902), legislatore e deputato. Il palazzo mostra lo stile manierista del 1600-50, con apparecchiatura muraria regolare, con la cornice ottenuta tramite sovrapposizione di corsi e mattoni semplici progressivamente aggettanti.
Il secondo palazzo si trova lungo corso Vittorio Emanuele, realizzato a metà '700, opera di famiglie altoborghesi. L'esterno sul corso mostra la facciata divisa in tre settori da cornici, con gli angoli fasciati a bugnato liscio, e ordine regolare di finestre con timpani e cornici modanate. Il primo ordine di finestre all'altezza del portale di accesso centrale è provvista di balconata.

#### Palazzo Imperato
Insieme al Palazzo Castagna è l'edificio settecentesco che ha conservato la facciata originaria senza alcun tipo di rivestimento a intonaco, appartenuto agli Imperato e poi ai marchesi di Spinete. Il palazzo nacque come corpo unitario, dove evidente è il mattone con larghezza tra 12–13 cm, con spessore di 4 cm, cortina a filari molto bassi e con regolarità. Le finestre si caratterizzano per la costruzione a piattabanda, costituita da archi formati da sequenze di mattoni paralleli fra loro secondo due giaciture simmetriche inclinate, nel mezzo delle quali lo spazio residuo è costituito da un cuneo triangolare, realizzato con lo stesso tipo di mattoni. Le finestre del pianterreno mostrano un profilo a campana.

#### Casa Maury
Fu proprietà del deputato Francesco De Blasiis, durante la seconda guerra mondiale l'onorevole Eugenio Maury di Morancez, residente nel palazzo, lo mise a disposizione per il presidio militare tedesco. Il palazzo è una casa palazziata realizzata dall'accorpamento di edifici preesistenti: ha una struttura eterogenea con cortile interno ottocentesco, che è un riadattamento di una struttura di origini medievali. In esso è ancora visibile la cornice superiore originale, con una successione di modanature progressivamente aggettanti, realizzate con mattoni tagliati identici a quella della muratura sottostante.

#### Torretta dell'Orologio
Sorge presso Palazzo Pachetti, sul corso Vittorio Emanuele in asse col campanile di San Francesco. Anticamente era una torre di guardia con la sede del deposito armi, come è testimoniato dal sovrintendente comandante Giacomo Paduli (1460-1500). Costui guidò gli angolani nella guerra contro i Pennesi, riportando la vittoria. Nel 1750 la torre fu modificata e trasformata per ospitare l'orologio civico. Durante i moti carbonari del 1814 sulla torre venne issata la bandiera celeste, rossa e nera, vi si accesero fiaccole per segnalare a Penne di deporre il governo francese. Ha pianta rettangolare, con l'orologio incastonato al centro, in cima vi è una merlatura medievaleggiante, e una cella campanaria.

#### Storica scuola magistrale "Bertrando Spaventa"
Si trova all'estremità del corso Vittorio Emanuele, dopo la collegiata di San Michele. La scuola è stata costruita nel 1878-84, intitolata al dottore in legge, deputato e patriota abruzzese Bertrando Spaventa, oggi la scuola comprende il liceo linguistico, il liceo scientifico con annessa palestra e la scuola in economia-sociale. Nel 1901 la scuola acquistò prestigio quando fu insegnante Gioacchino Volpe, nella sessione d'esame 1905-06 fu presidente di commissione lo scrittore e drammaturgo Luigi Pirandello, che sulla città scrisse i racconti "Notte - La Rallegrata", raccolte in Novelle per un anno. Nella scuola dopo la guerra lo scrittore molisano Francesco Jovine completò gli studi, sicché l'istituto acquisì sempre maggior rilevanza nell'ambito della provincia pescarese. Nel 1990 l'istituto venne integrato nel Liceo scientifico di Montesilvano, nel 2005 venne accorpato anche nella fascia dell'istituto linguistico-tecnologico, fino a quando, ottenuto un quorum necessario di alunni per classe, nel 2010 è tornato a essere Istituto Superiore a sé.

#### Palazzo Crognale
Posto in via G. Crognale, fu l'abitazione del farmacista Giuseppe Crognale, che aperse la prima farmacia in paese. La casa è stata fondata nel XV secolo dai marchesi di Castelnuovo, e poi rifatta nel XVIII secolo. La facciata ottocentesca segue i canoni neoclassici con l'apertura a sesto ribassato, ai lati dell'ingresso nuovo con la cornice curvilinea e concio di chiave, si trovano due aperture con le cornici simili: la prima a sinistra permette il transito e l'accesso a via Santa Caterina, l'altra di destra è una finta apertura realizzata per dare simmetria alla facciata. La facciata è alla chiusura di Largo Trento, l'interno mostra ambienti voltati a botte raggiungibili da uno scalone, e fondaci con le rimesse e gli scantinati di aspetto medievale.

### Rovine del castello, mura e porte

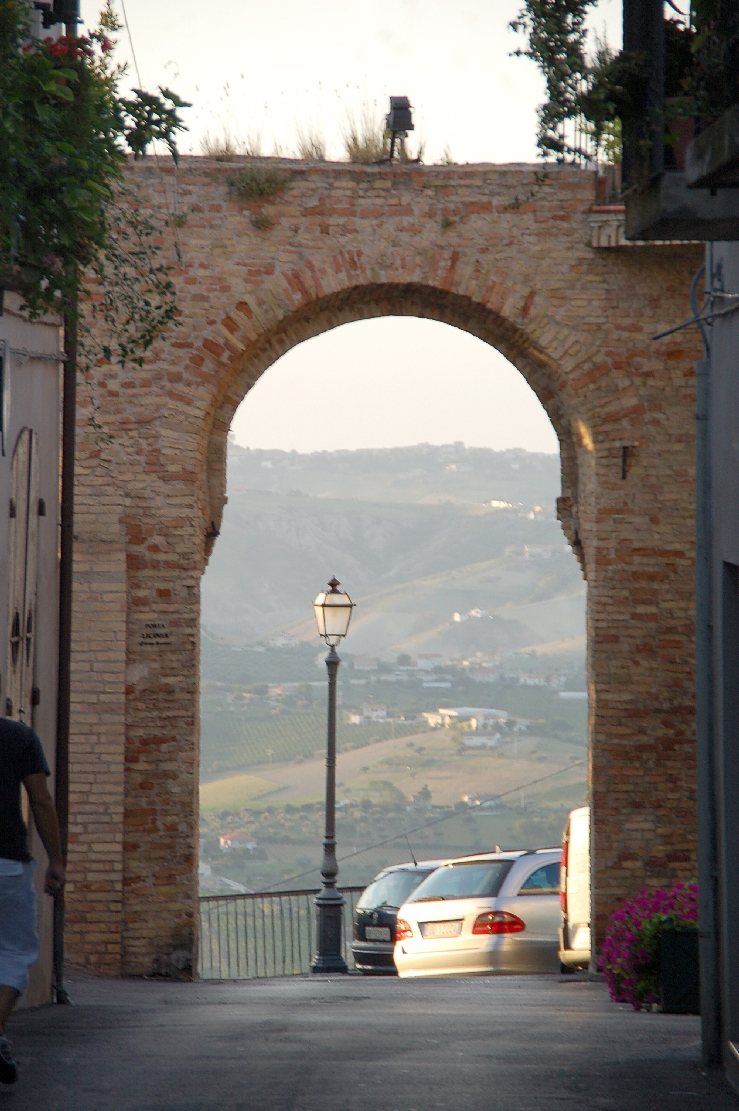
Porta Borea

Il castello longobardo con la cappella di Santa Maria Assunta si trovava sopra l'altura della chiesa di Sant'Agostino, tra strada Grottone e via Castello, dove si rilevano tracce di bastioni fortificati. Nel 1309 un documento parla della chiesa di San Salvatore (oggi esistente e adibita a museo civico) situata presso il castello. All'estremità della collina si trovava l'abbazia di San Pietro (IX secolo), il castello, uniti da via Baio. Tutto ciò è stato annullato nella prima metà del Trecento, con la costruzione del monastero di Sant'Agostino sopra la preesistente cappella baronale.
Gli ingressi alla cinta muraria, ancora leggibile in alcuni tratti, sono quasi tutti conservati ad eccezione di Porta Sant'Angelo, che era situata presso l'ex ospedaletto di San Giovanni, al termine del corso Vittorio Emanuele. Attualmente se ne conservano 4:
- Porta Casale - Porta Borea: fanno parte della cinta muraria più antica all'estremità nord-occidentale, del XIV secolo. Sono realizzate ad arco a tutto sesto in laterizio.
- Porta Sant'Egidio-Porta Sant'Antonio: si trova nella cinta muraria sud-orientale, la prima presso la chiesa di San Bernardo, l'altra presso la chiesa di Santa Chiara, che mediante una strada rettilinea, che taglia il corso Umberto I, permette l'accesso al corso Vittorio Emanuele. Queste porte sono state realizzate nel XVIII-XIX secolo circa. La cosiddetta Porta Nuova, quella di Sant'Antonio, fu realizzata dopo il 1861 in occasione speciale per l'epidemia di colera ci cinque anni prima, che mieté numerose vittime, in modo che mediante gli accessi alle mura, si effettuassero dei controlli sui viandanti che dovevano accedere al paese.

### Cisternone monumentale
Accessibile dal piazzale del giardino pubblico, davanti alla chiesa di Sant'Antonio di Padova, era una cisterna dell'acqua pubblica, struttura a mattoni con volte a botte e a crociera, di origini romane, ma oggi ampiamente ristrutturata per il progetto di Antonio Liberi (1886-1894). Il cisternone in epoca medievale-rinascimentale serviva per irrigare gli orti, per rifornirsi d'acqua e per alimentare le fontane pubbliche. Per alimentarlo nel 1886 si pensò di creare un acquedotto che lo collegasse al Colle del Sale, poi si realizzò un serbatoio che raccogliesse le acque degli edifici pubblici che andavano perse per mancata canalizzazione. Utilizzando le coperture prive di canali del teatro comunale, chiesa di San Francesco, Municipio, chiesa collegiata, l'asilo e il convento degli Zoccolanti, si otteneva una superficie di 5.000 mq, moltiplicati per i 700 mq, dava 3.500.000 litri d'acqua. All'interno si vede un basamento rettangolare lungo 26 metri, con 4 pilastri con riporti di mezzi pilastri contro le pareti, e di mezzo pilastri agli angoli, sormontati da archi doppi a tutto sesto. La canalizzazione dell'acqua è suddivisa in tre cisterne, più la realizzazione di una fontana superiore da cui sgorga l'acqua.